# توران میرهادی
سیده توران میرهادی (خُمارلو) (۲۶ خرداد ۱۳۰۶ – ۱۸ آبان ۱۳۹۵) استاد ادبیات کودک، نویسنده و کارشناس آموزش و پرورش و پایه گذار مجتمع آموزشی تجربی فرهاد، از بنیانگذاران شورای کتاب کودک و بنیانگذار فرهنگنامه کودکان و نوجوانان بود. میرهادی بیش از شصت سال در گستره آموزش و پرورش و فرهنگ و ادبیات کودکان کوشید و در این راه یکی از چهره‌های تأثیرگذار سده کنونی ایران بوده‌است. او به همراه همسرش محسن خمارلو به مدت ۲۵ سال مدرسه فرهاد را از سال ۱۳۳۴ تا ۱۳۵۹ اداره کرد. این مجتمع یکی از آموزشگاه‌های تجربی و الگوواره ایران بود که هدف‌ها و کارکردهای آموزش و پرورش مدرن در آن تجربه و ارزیابی می‌شدند. او کتاب ارزشمند جستجو در راه ها و روش های تربیت را بر اساس تجربه های مدرسه فرهاد نوشت.
توران میرهادی به همراه لیلی ایمن آهی و معصومه سهراب و همکاری گروهی از کارشناسان تعلیم و تربیت در سال ۱۳۴۱ شورای کتاب کودک را بنیان گذاشت. و از سال ۱۳۵۸ سرپرستی تدوین و تألیف فرهنگنامه کودکان و نوجوانان را نیز برعهده داشته‌است. میرهادی را «مادر ادبیات کودک و نوجوان در ایران» خوانده‌اند.

## زندگی و خانواده
توران میرهادی، در ۲۶ خرداد ۱۳۰۶ در تهران از پدری ایرانی به نام «سید فضل‌الله» که ریشه و تبار تفرشی داشت و مادری آلمانی به نام «گرِتا دیتریش» به دنیا آمد. توران چهارمین فرزند این خانواده بود که روی هم پنج فرزند دختر و پسر داشتند. یکی از خواهران توران، ایراندخت میرهادی، پزشک سرشناس ایرانی است. پدر آن‌ها که دانش‌آموخته مهندسی مکانیک ماشین‌آلات و راه و ساختمان از آلمان بود، یکی از فن‌سالارهای برجسته ایران در دوره رضاشاه به‌شمار می‌رفت. او در پروژه ساختمان و راه‌اندازی راه‌آهن سراسری ایران مورد اعتماد رضاشاه بود. مادرش گرِتا که دانش‌آموخته آموزش هنر از دانشگاه لودویگ ماکسیمیلیان مونیخ بود، نقاشی و مجسمه‌سازی می‌کرد. گرِتا پس از مدتی زندگی در ایران، افزون بر خانه‌داری در هنرستان کمال‌الملک به کار پرداخت و به هنرجویان، مبانی هنر و مجسمه‌سازی آموزش می‌داد. توران میرهادی از هنگام کودکی با دو فرهنگ آلمانی و فرهنگ ایرانی زیست و بزرگ شد. خانواده توران میرهادی نقش بسیار برجسته ای در زندگی او گذاشتند.
توران میرهادی درباره دوران کودکی خود می گوید:
من، خرداد سال ۱۳۰۶ ش در چادر به دنیا آمدم. مادرم یک مجسمه ساز هنرمند آلمانی بود. او بعد از جنگ جهانی اول، حدود سال ۱۹۱۹م با پدرم طی یک سفر سخت، از میان خرابی های جنگ جهانی اول و هم زمان با انقلاب روسیه از راه باکو و تفلیس به انزلی و رشت آمدند. ایران آن موقع با ایران حالا و تهران آن زمان را با تهران حالا نمی توان مقایسه کرد. مادرم تعریف می کرد که در آن هنگام مرگ و میر بین کودکان تهران خیلی زیاد بود. بیشتر مادرها ۱۰ تا ۱۲ بار زایمان می کردند و یک یا دو تا از بچه ها بیشتر زنده نمی ماندند. اولین نگرانی مادرم در تهران، مسأله ی زنده نگه داشتن بچه هایش بود.
سیستم بهداشت پیشرفته ای هم نبود که بتواند در مواقع لازم به کمک بیاید. بنابراین راهی که مادرم پیدا کرد تا ما را زنده نگه دارد آن بود که تابستان ها با گاری به باغات شمیرانات می رفتیم و در آن جا چادر می زدیم. من در چادر به دنیا آمدم و تا سه ماه هم هیچ سقفی بالای سرم ندیدم. ماه های اول زندگی را در گهواره ای وسط درختها گذراندم. یکی از گرفتاری های مادرم این بود که گربه ها را از من دور کند برای اینکه هر بار می آمد سراغ گهواره می دید که گربه ها آمدند در گهواره و کنار نوزاد هستند.
ما پنج خواهر و برادر بودیم و من فرزند چهارم خانواده بودم. مادرم برای تربیت ما تلاش می کرد همه چیز را در خانه مهیا کند تا ما کمتر از خانه خارج شویم. نعمت بزرگ دیگری هم داشتیم؛ در دوران کودکی و نوجوانی ما رادیو و تلویزیون نبود. بعضی ها ممکن است بگویند اینکه بد بوده اما من می گویم که نه خیلی هم خوب بود. گرامافون مادر مان را روشن و موسیقی گوش می کردیم؛ آن نوع موسیقی را که دل مان می خواست. بعدها از مادرم پرسیدیم: چرا کار هنری را ادامه ندادی؟ پاسخ داد: تا زمانی که می توانستم ادامه دادم ولی بعداً فکر کردم مهمترین وظیفه ی من ساختن شما بچه هاست که مهمتر از ساختن مجسمه است. به همین سبب هم به فعالیت های ما در دوران کودکی توجه بسیار داشت. مثلاً خیلی زود با ما نقاشی را شروع کرد. از وسایل ابتدایی برای ما اسباب بازی می ساخت. یکی از تخصص هایش درست کردن عروسک های پارچه ای بود. خودش برای عروسک ها لباس می دوخت و ما می توانستیم عروسک را با خودمان به مدرسه ببریم. مادرم انواع اسباب بازی ها را خودش درست می کرد.
برای بالا بردن اطلاعات جغرافیایی ما؛ یک نقشه بزرگ جهان را درست کرده و بازی پرچم ها را به ما یاد می داد؛ یعنی او اسامی بعضی شهرها، بندرها و کشورها را می گفت و ما باید پرچمی هم رنگ پرچم آن کشور را درست سرجایش می گذاشتیم؛ به این ترتیب، خیلی راحت جغرافیای جهان را یاد گرفتیم. خلاصه اینکه ضرورتی ندارد برای آموزش حتماً وسایلی را از خارج تهیه کرد؛ می توان به آسانی وسایل آموزشی را در خانه درست کرد. ما تابستان ها به شمیران می آمدیم، در باغ هایی که پدرم اجاره می کرد در چادر زندگی می کردیم. در تمام طول زندگی مان هیچ تابستانی را در تهران نگذراندیم. بیش تر به منطقه خوش آب و هوای روستایی می آمدیم شاید برای خیلی ها تعجب آور باشد که مادرم در چه شرایطی زندگی می کرد! یعنی یک زن فرنگی؛ اصلاً ابایی نداشت از این که زندگی اش را این گونه تنظیم کند. خواباندن بچه ها در هوای آزاد و در چادر، شب به سراغشان رفتن و محبت کردن و یا ساختن وسایل گوناگون برای بازی در همان جا مثلاً توپ های پارچه ای کوچک برای سرگرم کردن بچه ها. مادرم ما را برای دوستی با بچه های روستا تشویق می کرد. بهترین دوستان ما از میان بچه های روستایی بودند و هستند. دوستی با بچه های روستا ما را به طبیعت و کشاورزی و بافتنی که در آن زمان در شمیران رسم بود؛ نزدیک تر کرد. وقتی پدرم اولین خانه را در شمیران ساخت، مادرم وارد خانه ای شد که در و پنجره نداشت، حتی سفید هم نشده بود. او وارد خانه ای گلی شد. من یادم می آید که چه قدر خوش می گذشت! و مادرم هیچ مشکلی نداشت تا بهترین زندگی را داشته باشد. شاید پدرم هر سال فقط می توانست یک قسمت از خانه را درست کند، یک بار دیوارها را سفید کند، پنجره را بگذارد و تقریباً ۱۰ سال طول کشید تا این خانه کامل شود و ما بهترین تابستان را آن جا می گذراندیم. گویا من در چهار سالگی همراه خواهر و برادرها به آلمان سفر کرده ام در آن جا مدتی زیر نظر مادربزرگ بودم، من فقط عکس هایش را دیدم و چیزی به خاطر نمی آورم.
وقتی گذشته را به یاد می آورم شکر می کنم که در این خانواده به دنیا آمده ام. برای اینکه مادرم می دانست که بچه ها شادی را مثل نور آفتاب احتیاج دارند. از نظر او این شادی ها باید اصیل می بودند و برای این شادی های اصیل از هیچ کاری فروگذار نبود. پنج کودک او، بچگی، نوجوانی و جوانی بسیار شادی را داشتند نه اینکه غم و غصه ای نداشتیم ولی خیلی فعال و سازنده و شاد بودیم. بعضی وقت ها فکر می کنم مادرم برای اینکه بعضی از کارها را تنظیم کند تا ما در زمان خودمان انجام بدهیم چه قدر سختی کشیده است؟!

## آموزش و تجربه‌اندوزی
توران در سال ۱۳۱۱ آموزش بیرون از خانه را آغاز کرد. نخست برای شش ماه به مدرسه آلیانس تهران در خیابان ژاله تهران رفت. پس از آن با تصمیم مادر که آموزش با سه زبان آلمانی در خانه و زبان فارسی و زبان فرانسوی در دبستان را برای او سخت می‌پنداشت، به دبستان آذر در سرچشمه تهران منتقل شد و سال‌های ابتدایی را در این دبستان به پایان برد. پس از آن در سال ۱۳۱۷ به دبیرستان نوربخش در خیابان قوام‌السلطنه (خیابان سی تیر کنونی) رفت و تا سال ۱۳۲۴ در این دبیرستان آموزش متوسطه دید.
با پایان دبیرستان در همین سال در رشته علوم طبیعی (زیست‌شناسی) دانشگاه تهران پذیرفته شد. در همین دوره او نخست با جبار باغچه‌بان که طرح سوادآموزی بزرگسالان را پیش می‌برد، آشنا شد. حضور در کنار جبار باغچه‌بان به او اهمیت آموزش سواد پایه را یادآوری کرد. در کنار این کار او به عنوان دانشجوی آزاد به کلاس‌های درس محمدباقر هوشیار در دانشکده ادبیات می‌رفت که علوم پرورشی و اصول آموزش و پرورش درس می‌داد.

## خروج از ایران
تجربه‌هایی که او از این دو استاد به دست آورد او را مصمم کرد که رشته مورد علاقه‌اش را دنبال کند. به این سبب از تحصیل در رشته علوم طبیعی انصراف داد و تصمیم گرفت برای آموزش در زمینه علوم پرورشی و روان‌شناسی به اروپا برود. نخست قصد رفتن به سوئد را داشت، اما در نهایت در پاییز ۱۳۲۵ وارد پاریس شد. در این هنگام یک سال از پایان جنگ جهانی دوم گذشته بود و اروپا ویرانه‌ای با داغ جنگ و گرسنگی بود.
اِراده توران برای آموختن سبب شد که این دشواری‌ها مانعی در راه هدف او نشود. خود را با وضعیت ناگوار پس از جنگ در اروپا سازگار کرد. با جیره خوراک روزانه زندگی می‌کرد و حتی در پروژه‌های بازسازی بخش‌های گوناگون اروپا که با همیاری دانشجویان اجرا می‌شد مشارکت می‌کرد. با این هدف یک بار به بوسنی و هرزگوین و یک بار به کوه‌های تاترا در چکسلواکی رفت و در بازسازی راه‌آهن آن مناطق شرکت کرد. این سفرها و دیدن چهره اروپا پس از این جنگ ویرانگر چنان تأثیر عمیقی بر او گذاشت که از همان هنگام به نقش آموزش و پرورش در پاسداری از ارزش‌های انسانی یا ویران کردن آن پی برد. در این دوره او نخست رشته روان‌شناسی تربیتی را در دانشگاه سوربن به پایان رساند و پس از آن رشته آموزش پیش‌دبستانی را در کالج سوونیه ادامه داد. او در این دوره در کلاس‌های درس هنری والون و ژان پیاژه دو روان‌شناس پُرآوازه در حوزه معرفت‌شناسی کودک حضور یافت. موضوع نظریه‌های رشد هنری والون و ژان پیاژه در این دوره حتی در اروپا تازه بودند و میرهادی فرصت کرد که این دیدگاه‌ها را بیاموزد و در ایران به کار ببندد. در همین دوره بود که او در جریان آموزش‌های خود با آموزش‌گران بزرگ اروپا و ایالات متحده آمریکا همچون فردریک فریبل، یوهان هانریش پستالوزی، اوید دکرولی، جان دیویی، سلستین فرنه و ماریا مونته‌سوری آشنا شد. در میان این استادان او بیش از دیگران به روش و رویکرد اوید دکرولی پزشک و آموزش‌گر بلژیکی گرایش نشان می‌داد. همچنین در شیوه اداره مدرسه وابسته به نظریه‌های سلستین فرنه بود.
توران میرهادی در گفتگو با پژمان موسوی درباره تجربه های خود از کار کردن در مدرسه ای در حومه پاریس در دوران دانشجویی می گوید: در فرانسه به دانشگاه سوربن رفتم و در آن جا ثبت نام کردم. کار تعلیم و تربیت را در آن جا شروع کردم و از این بابت به دلیل اساتید و فعالیت هایی که به ما می دادند و هم به خاطر پیدا کردن یک موسسه عالی در رشته تعلیم و تربیت که روش های جدید را به کار گرفته بود و با آن درگیر شدم، خیلی هم شکرگزار هستم.
این موسسه عالی چگونه روشی را در دستور کار خود داشت؟
این مدرسه که هر روز صبح از پاریس به محل آن در جنگلی خارج از شهر واقع بود، می رفتم، با روش دکرولی اداره می شد. من در آن مدت از تمام بچه های آن مدرسه چیزی یاد می گرفتم و دیدم که تعلیم و تربیت را می شود بدل به فعالیتی سازنده و دائمی و بدون هیچ نوع محدودیت کرد. ما در سوربن در درس روانشناسی، کارهای ژان پیاژه را خوانده بودیم. او مراحل رشد کودک و نوجوان را مشخص کرده و این به عنوان قانون به کار گرفته شده بود و کشورها بر اساس آن برنامه ریزی کردند. پیاژه بر آن بود که هر کودکی آهنگ رشد خود را دارد و اگر بتوان این آهنگ را درک کرد، می توان همه نوع برنامه را با او اجرا کرد. این روش را آرمیتاژ دکرولی در بلژیک به کار گرفت تا نظرات تربیتی خود را به مرحله اجرا بگذارد. این مدرسه کودکان را از سه سال تا پایان دبیرستان می پذیرفت و مجموعه ای بود از کارگاه های گوناگون، آزمایشگاه ها، کتابخانه های کلاسی و مرکزی، محوطه های سبزی کاری و گل کاری، پرورش حیوانات، وسایل ورزشی و بازی. امور مدرسه توسط کودکان و نوجوانان اداره می شد. همین روش در آن جا هم به اجرا درآمد. بچه ها برنامه ریزی می کردند و مدرسه اجرا می کرد. عملا بچه ها زندگی از نزدیک و به طور محسوس را تجربه می کردند و راه و روش های بهبود آن را هم به کار می گرفتند. به این ترتیب روش تجربی تعلیم و تربیت را من از نزدیک در کارآموزی ها تجربه کردم و دریافتم که نمی شود تعلیم و تربیت را در یک چارچوب محدود کرد. بلکه باید که پرواز ذهن را تا نهایت، گسترد و انتخاب این، با خود دانش آموزان است.
یعنی به شکلی کاملا باز و مختارانه.
بله، بچه ها برنامه ریز بودند. خودشان آزمایش می کردند، خودشان نتایج را می نوشتند و خودشان وارد بحث می شدند. به صورت دانشمندان کوچک در تمام رشته های علوم انسانی، بچه ها خودشان کارها را می کردند و این روشی بود که سال ها بعد، در طی 25 سال در مدرسه فرهاد پیاده کردیم.
آیا این روش، همان زمان در اروپا پذیرفته شده بود؟
خیر، فقط مدرسه دکرولی و مدارس شبیه به آن چنین روشی را داشتند. سیستم های آموزش و پرورش مانند گذشته بسته، کاملا اجباری، سیستم نمره گذاری رقابتی بر اساس کتاب درسی های یکسان که بچه ها باید که تنها این مجموعه در مغزشان جای می گرفت نه بیشتر.
منابع درسی چه بود؟
همه کتاب ها. در واقع بچه ها تعیین کننده و مجری بودند و معلم فقط هدایت کننده ای در کنارشان بود تا بتوانند آنچه را می خواهند یاد بگیرند. همه با هم به شکل اختیاری کار می کردند تا بتوانند بیاموزند. مثلا معلم کلاس چهارم ابتدایی وقتی که برنامه نقاشی بود، کاغذ بزرگی را روی میز می گذاشت. اول بچه ها روی کاغذ های کوچک فکرشان را می نوشتند و با هم مشورت می کردند و در نهایت این فکر را پیاده می کردند. شما وقتی که کار را می دیدید احساس می کردید که با یک تابلوی هنری روبه رو هستید که بچه ها آن را با روش های مختلف ساخته بودند و این خیلی سازنده بود.
پس اصل و مبنای کار آموزش، بر کار گروهی بود.
بله، اصل بر تصمیم خود بچه ها و اصل بر کار گروهی بود که ما در مدرسه فرهاد پیاده کردیم. بچه ها خودشان نویسنده کتاب درسی بودند. کتاب های درسی شان را به وجود آوردند، محقق شدند، به دنبال موضوعات مختلف رفتند، اطلاعات را جمع آوری کردند و در این زمینه کار کردند. یعنی در این زمینه بچه ها فعال بودند. اگر کلاس اولی ها کتاب خواندنی نداشتند ما به کلاس چهارمی ها و پنجمی ها می گفتیم که آیا می توانید برای بچه های اول، کتاب آسان و ساده درست کنید. بعد کتابی را می ساختند، خودشان نقاشی می کردند و جمله های ساده را می نوشتند که از ابتدای دبستان تا پایان دوره راهنمایی در مدرسه فرهاد پیاده شد.
توران میرهادی با بیان خاطره ای از دوران دانشجویی و کارآموزی خود در فرانسه می گوید:
من کارآموز کلاس سوم ابتدایی بودم. ما پنج دانشجو بودیم، هر کدام یک گروه از بچه ها را داشتیم. معلم بین ما تقسیم کار می کرد. برای من جالب بود، کتاب درسی نداشت. معلم موضوع را می داد، بچه ها، یعنی بچه های هفت هشت ساله ای که متولد دوران جنگ بودند، خودشان می نوشتند. معلم یک دستگاه چاپ کوچولو داشت کنار اتاق، می رفتند آنجا می نشستند، حروف چینی می کردند، متنی را که با هم کار کرده بودند تبدیل می کردند به یک صفحه، بعد آن را به تعداد بچه ها تکثیر می کردند و به بچه ها می دادند و هرکس آن را می گذاشت لای کتابش، این می شد کتاب درسی. یعنی شیوه عمل این معلم این بود که بچه ها خودشان کشف کنند. یادم می آید که به ما می گفت: "شما هر کدام، بچه هایتان را بردارید بروید به موزه فلان." مثلا من هشت تا بچه خودم را برمی داشتم، می رفتم مترو، بلیط می گرفتم و می رفتیم به کجا، مثلا به موزه انسان شناسی. خوب چی بود جریان؟ می رفتیم چی ببینیم؟ این که مثلا بچه ها داشتند در مورد اسیموها تحقیق می کردند. می خواستند ببینند اسکیموها کی بودند، چطور زندگی می کردند، ما به موزه انسان شناسی می رفتیم. در موردشان اطلاعات جمع می کردیم. نمی رفتیم همه موزه را ببینیم، فقط می رفتیم بچه ها آن قسمت را ببینند. بچه ها نقاشی می کردند، می خواندند، تحقیقات شان را می کردند، بعد اینها را می آوردند، تبدیل می کردند به متن. متن شان را چاپ می کردند، نقاشی می کردند، کتاب درسی می نوشتند، خوب؟ ما این کار را با بچه های مدرسه فرهاد در مورد تهران کردیم. یعنی تهران شناسی کردیم، بچه ها خودشان کار کردند، تهران گردی کردند، نقاشی کردند، متن نوشتند، همه اینها را تبدیل کردیم به جزوه ای درباره تهران. دادیم به آموزش و پرورش. باید در کتابخانه ای، جایی در انجا باشد. شاید هرازگاهی نگاهش می کنند. اما برای من فوق العاده جالب بود. بعد که ما مقاله تهران را در فرهنگنامه می نوشتیم، من همه اش یادم بود که روی چه بلندی هایی رفتیم، از کجا نگاه کردیم، رفتیم کوه های اطراف تهران را دیدیم، رفتیم رودخانه درکه را دیدیم، رفتیم آب ها را دیدیم که چطور از قله توچال می آید پایین، می رود توی چاه ها، بعد چطور آن آب تقسیم می شود و... آن موقع شبکه آب رسانی که نبود! بعد رفتیم به جنوب شهر تهران، رفتیم کوره های آجرپزی را دیدیم و خلاصه یک ماه با بچه ها تهران گردی کردیم.
در فرانسه که درس می خواندیم با روش های خانم مونته سوری؛ با روش های فروبل و با روشهای دکرولی آشنا شدیم و بحث ها و سفرهای مطالعاتی کردیم، به مدارس گوناگون رفتیم و دیدیم که می شود یک روش دیگری را در تعلیم و تربیت پیدا کرد و قشنگ ترین کار این بود که ما درس می خواندیم اما هیچ وقت هیچ کس از ما امتحانی نگرفت. مثلاً خانمی که با ما ادبیات کودک کار می کرد به ما گفت:« سه تا کتاب بنویسید و تصویرهایش را بکشید گفتیم: «قبول.» من یادم می آید یک جایی خوانده بودم یک عنکبوت چه گونه پل می سازد و چه طور تار می تند بدون اینکه دو شاخه گیاه را خم کند. من پل سازی عنکبوت را تبدیل به کتاب و نقاشی کردم و عنکبوت و تمام کارهایش را کشیدم. معلم ما تمام کتاب ها را روی میز گذاشت و گفت: «بچه ها کتاب های همدیگر را تماشا کنید و ما کتاب های یکدیگر را تماشا کردیم. نمره ی ما را داد و به جای اینکه به ما سؤال بدهد یک کار عملی خواست و ما یاد گرفتیم که چه گونه برای کودکان کتاب بسازیم. یک معلم دیگر به ما گفت به پارک بروید؛ یک درخت را انتخاب کنید و هر هفته بروید کنار آن درخت و تغییرات آن درخت را نقاشی و یادداشت کنید» یک سال هر روز، من رفتم پای یک درخت شاه بلوط و تمام تغییرات درخت را از اول نقاشی می کردم تا اینکه دوباره رسیدم به مرحله ی اول نقاشی و پایش نوشتم برگ ها سبز می شود و دو برگ خشک پیدا کردم، چسب زدم و گل هایش را نقاشی کردم و در نهایت یک دفتر ۵۲ برگی بردم و به معلم دادم. من عاشق شاه بلوط شدم و یک رابطه ی خوب با آن درخت پیدا کردم. من عاشق این درخت شدم و الان هم در خانه ی ما یک درخت شاه بلوط هست. می دانید که در ایران این درخت کم است. همان موقع درخت شاه بلوط کاشتم؛ خیلی زیبا است. معلم این دفتر را گرفت و گفت: «قشنگ است. این امتحان بود. یکی دیگر از معلم ها گفت: «به هلند و بلژیک سفر کنید. شرطش این است که پول سفرتان را دربیاورید. حالا ببینم چه کار می کنید. در این دوره ۲۸ دختر بودیم. گفتیم: «چه کار کنیم؟» قرار شد با هم اسباب بازی درست کنیم. لباس بچه ببافیم و بدوزیم و نمایش عروسکی راه بیندازیم و یک مهمانی تربیت بدهیم و خرج سفر را تهیه کنیم و یکی از دخترها هم مسؤول مخارج و خزانه دار شد. نمایش عروسکی اجرا کردیم و بچه ها را دعوت کردیم تا بیایند و ببینند و در نهایت به دفتر کالج اطلاع دادیم که پول لازم را برای سفر جمع کردیم و گفتند: «خیلی خب بقیه اش با ما. شما فلان روز بروید. بلیت های تان را بگیرید و فلان موقع حرکت کنید به سمت بلژیک و فلان روز از بلژیک بروید به هلند. ما ۲۸ تا دختر راه افتادیم. فکر می کنید با ما بزرگتر فرستادند؟ خلاصه آدرس ها را دادند و گفتند: «خودتان را اداره کنید و این شد یک سفر مطالعاتی برای ما که هنوز هم خاطره ی لحظه به لحظه ی آن سفر در ذهن من است فقط به مرکز در بروکسل اطلاع داده بودند که ۲۸ دختر می آیند؛ آنها را بفرستید در خانواده های بلژیکی و هلندی و به آنها بگویید بروند از کجا دیدن کنند. ما همان کار را کردیم. با خانواده ها آشنا شدیم؛ با خانواده ها زندگی کردیم و از آنها چیزها یاد گرفتیم و مؤسساتی را دیدیم که آموزش و پرورش نوین این کشورها را داشتند؛ آرام آرام شکل می دادند و بسیار آموختیم و همه ی ما متوجه شدیم که اصلاً آموزش و پرورش را طور دیگری باید نگاه کرد و از یک زاویه ی دیگر باید دید و همه ی این تجربه ها جمع شد. وقتی به ایران برگشتم؛ پیش خود فکر کردم آیا این تجربه ها را می شود عملی کرد یا نه؟ خدا را شکر می کنم و از پدر و مادرم بسیار تشکر می کنم چون آن موقع شرایط گرفتن مجوز کودکستان را نداشتم و مادرم گفت: که من برایت می گیرم و پدرم گفت که من یک خانه ی کوچک دارم؛ یک سال بدون اجاره به تو می دهم، ۶ صندلی، ۱۰ میز یک تاب، یک سرسره و بعد هم یک الاکلنگ درست می کنم و این طوری کار کودکستان شروع شد. تک تک افراد و تجربه هایشان را در کتاب جست و جوی در راه ها و روش های تربیت گذاشته ام و می گویم که مدرسه می تواند شکل دیگری داشته باشد.
امروز فکر می کردم که چه چیزهایی در این مدرسه بود و چه چیزهایی نبود. در این مدرسه، دستور نبود؛ یعنی اولین چیزی که از این مدرسه برداشتیم، دستور بود. هیچ کس به دیگری دستور نمی داد. یعنی تمام سیستم مدیریتی را - که به آن می گویم مدیریت هرمی – برداشتیم و با مدیریت شورایی جایگزین کردیم. من به عنوان مسؤول، تابع تصمیمات شورا بودم. شورای معلمان، شورای مربیان، آنها تصمیم گیر بودند و من مجری؛ یعنی یک سیستمی که همه در آن مسؤول هستند و نهایتاً مدیر کار را انجام می دهد. من باید هماهنگی بین این تصمیم ها را به وجود می آوردم و مشکلاتی را که پیش روی معلم ها و والدین بود، حل می کردم و راه حل ها را به کمک خود آنها پیاده می کردم. یکی از چیزهایی که آموزش و پرورش به انسانها می آموزد و بعدها متوجه آن شدم همین سیستم مسؤولیت دسته جمعی است که همه ی آنها مسؤول اند. چندین سال بعد فکر کردیم و گفتیم که ما به بچه ها بگوییم که این ساعت مدرسه بیایید و این ساعت بروید و در این مدرسه چنان و چنین کنید، اینها را ما تعیین کردیم. خب این اشتباه است. باید بچه ها قوانین را خودشان تعیین کنند. به بچه ها گفتیم که هر کدام نماینده ای ثابت انتخاب کنند. یعنی مجلس قانونگذاری مدرسه و من منشی شدم. بچه های بزرگتر جلسه را اداره می کردند. بچه ها درباره ی بهداشت مدرسه و شیوه ی آموزش مدرسه برای من قوانینی را وضع کردند و من می نوشتم و دیدم که چه قدر عاقلانه عمل می کنند. چه قدر حواسشان جمع است و به این فکر کردم که اگر بچه ها بتوانند محیط اجتماعی خودشان را اداره کنند؛ محیط بزرگ تر مثلاً شهر را هم می توانند اداره کنند و همین طور کشور را؛ بنابراین در نهایت باید ذهنیت اجتماعی را خودشان شکل دهند. قوانین بهداشتی، قوانین آموزشی و قوانین پرورشی را بچه ها گفتند و مرتب کردند و دیکته کردند و نوشتیم و یک نسخه به معلم ها دادیم و گفتیم نظرات شان را بدهند. برای والدین فرستادیم و گفتیم که اگر موافق هستید، اعلام کنید و هر چه را می خواهید تغییر بدهید، پیشنهاد کنید. خیلی جالب بود که معلم ها و والدین کوچک ترین تغییری ندادند و این شد قوانین مدرسه ی فرهاد و بچه ها بر اساس این قوانین مدرسه را اداره کردند.
در مهرماه؛ هر کلاسی سه تا نماینده انتخاب می کرد که مسؤول اداره ی
مدرسه می شدند. چون می خواستیم فرصت اداره کردن را تمام بچه ها داشته باشند نباید فشار زیادی روی یکی از بچه ها باشد. خرداد؛ آخرین انتخابشان را می کردند. همه ی بچه ها یک بار نماینده شده بودند و اداره کردن مدرسه را یاد می گرفتند و تذکرات شان را به ما می دادند. مثلاً من یادم می آید که پله های طبقه ی بالای ما وقتی که برف می آمد خیلی خطرناک می شد و خطر لیز خوردن داشت. بچه ها به ما تذکر دادند که یک کاری کنید، قبل از اینکه برسیم مدرسه، این پله ها پاک بشود که کسی زمین نخورد و گفتند: اگر برای این کار کمک ندارید ما خودمان می آییم و این کار را می کنیم. گاهی خودشان می آمدند و پله ها را پاک می کردند تا خطر زمین خوردن نباشد. این گونه ما توانستیم توانایی های کلی بچه ها را کاملاً کشف کنیم.
مدرسه بی دستور، مدیریت شورایی و قوانین را مردم این واحد (بچه ها) می نویسند و من تابع آن قوانین هستم. یک نکته را خدمت شما بگویم: من هیچ یک از تجربه ها را فقط برای مدرسه ی فرهاد نگه نداشتم و به صورت مقاله یا شرکت در جلسات در اختیار کل آموزش و پرورش قرار دادم. این تجربه ها مال من نبود؛ تجربه هایی بود که من از بچه ها می آموختم و باید تا جایی که می توانستم آن را منتقل کنم. بچه ها از کتاب های درسی شان خیلی خوششان نمی آمد. در شورای آموزگاران گفتیم چه کنیم؟ معلمین گفتند: که ما اجازه داریم کتاب را تغییر دهیم؟ ما اجازه داریم مسایل دیگر را به کلاس بیاوریم؟ گفتیم: «حتماً اجازه دارید. در شهریور انجام دهید. اگر می خواهید یک روش تازه ای را به کار بگیرید باز هم شهریور این کار را بکنید. با معلم های هرکلاس مشورت
کنید. ولی قبل از شروع ماه مهر برنامه را به من اعلام کنید که می خواهید چه کار کنید. این جا برای گردش علمی برویم، آن کار تحقیقی را انجام بدهیم، به این کتاب ها یا یک فیلم سینمایی در این زمینه احتیاج داریم. تا دنبال این چیزها بگردم و برای شما همه ی اینها را پیدا کنم و این طور شد که از ۱۵ شهریور معلمین می آمدند و برنامه ریزی می کردند و جدولی از برنامه های ماه مهر به من می دادند. این کتاب ها، این فیلم ها یا این گردش های علمی را می خواهیم. من، عامل و مجری برنامه ی معلم ها بودم، برای اینکه بتوانند برنامه های شان را اجرا کنند و یا در طول سال تغییر بدهند فقط کافی بود که به موقع؛ به من اطلاع بدهند که من بتوانم برنامه ریزی کنم. و چنین بود که بچه های مدرسه ی فرهاد معمولاً در مدرسه نبودند؛ بیشتر بیرون از مدرسه بودند و جاهای مختلف می رفتند، مثلاً از واحد کودکستان می گفتند: «امروز می خواهیم به نانوایی برویم. می خواهیم بدانیم نان چه گونه درست می شود. می رفتند و با نانوا صحبت می کردند. ما در منطقه ی پشت مجلس شورای ملی سابق بودیم و منطقه ای که مسجد سپهسالار در آن بود و منطقه سرچشمه که محل فروش انواع میوه، سبزی و.... دو قنات بزرگ هم از این منطقه می گذشت.
منطقه ای نسبتاً قدیمی بود و بچه ها با این منطقه کاملاً آشنا بودند. یک روز کلاس ششم ها به من گفتند: آیا ما می توانیم به مجلس شورای ملی برویم و در یک جلسه شرکت کنیم؟ تا ببینیم آنها چه گونه قانون وضع می کنند؟» گفتم: «صبر کنید برایتان اجازه بگیرم.» این کار را کردم. آنها رفتند و وقتی برگشتند گفتند: «ای وای! آنجا همه به هم فحش می دادند. این نماینده ها چه طور می خواهند مملکت اداره کنند؟ وقتی دو نفرشان نمی توانند با هم دیگر گفت وگو کنند. ما آن بالا نشسته بودیم و شاهد دعوای اینها بودیم. نمی دانستیم چه می گویند و حرف حساب شان چیست؟ گفتم: «اگر شما روزی نماینده ی مجلس شدید، این کار را نکنید فقط می توانم این را به شما بگویم. وقتی نماینده ی کلاس خودتان هستید و با هم توافق دارید و به یکدیگر کمک می کنید از این جا شروع میشود. آنها از اول با هم دعوا داشتند. این نکته ها سبب شد که معلمان مدرسه فرهاد، رقابت را از مدرسه بردارند و هیچ دو بچه ای را با هم مقایسه نکنند. با معلم ها صحبت کردیم. حال که شاگرد اول، جایزه و رقابت نداریم؛ چه کارکنیم؟ معلم ها روش زیبایی را پیشنهاد دادند:
ما سعی می کنیم تا همه ی بچه ها پیشرفت کنند. ما می دانیم چه درسی داریم و چه فعالیت هایی را انجام می دهیم. آخر هر ماه پرسش هایی را تنظیم می کنیم و از خانواده و بچه ها می خواهیم که پاسخ دهند و این طور می فهمیم که چه چیزی می دانند و چه نمی دانند. بچه ها فقط پاسخ می نوشتند، نمره ای دریافت نمی کردند. بعضی کودکان پایه های علمی متوسط یا ضعیف داشتند. قرار نبود به آنها بگوییم که چرا بلد نیستید؟ معلم باید از خودش می پرسید که این کودک چرا یاد نگرفته است؟ با همدیگر بررسی می کردیم که فلان کودک این مهارت را هنوز به دست نیاورده است. این مسأله هنوز اشکال دارد و باید یک گردش علمی ترتیب دهیم يا ....
تمام پرسش ها را هم برای والدین می فرستادیم. با این تقاضا که لطفاً ببینید و اظهار نظر نکنید. در نهایت مدرسه ای بدون تجدیدی و مردودی داشتیم چون فهمیده بودیم که نباید هیچ بچه ای عقب بیفتد و والدین هم این مسأله را درک کرده بودند. بچه ای مریض میشد. به من زنگ
می زدند که سرخک گرفته و نمی تواند دو هفته به مدرسه بیاید. پاسخ می دادم که مادر جان به محض این که تبش قطع شد، اگر دوست داشت کتابش را باز کند و اگر دوست نداشت وقتی به مدرسه آمد؛ ما می دانیم چه کار کنیم. شما اصلاً نگران نباشید. در واقع بچه ها نسبت به هم احساس یگانگی پیدا می کردند. برای مثال وقتی بچه ای که بعد از ۱۵ روز غیبت به مدرسه می آمد، معلم به دو نفر از بچه های کلاس می گفت: «شما دو نفر می توانید در این دو هفته او را به کلاس برسانید؟» می گفتند: بله، می توانیم. حتماً می توانیم. یعنی معلم درس را به خاطر یک بچه متوقف نمی کرد، فقط دو نفر از بچه ها را مأمور می کرد عقب ماندگی این بچه را حل کنند و می دیدم که در حیاط مدرسه یکی به دیگری می گفت: تو فردا سعی کن زودتر بیایی تا این مسأله ی علوم را با هم کار کنیم که تو بفهمی.» بعد آرام آرام معلم ها رفتند به جای کار انفرادی، کارگروهی را انتخاب کردند. معلم یک مبحث را درس می داد و بعد یک تمرین به گروه ها می داد تا حل کنند و هر چه را که نفهمیدند، بپرسند و بعد گروه ها می آمدند پای تخته؛ مسأله ی خودشان را مطرح و حل می کردند و سؤال های بچه های دیگر را جواب می دادند و به این ترتیب یک سیستم مشارکتی در مدرسه جا افتاد. به طوری که کلاً بچه ها نسبت به هم یک احساس مسؤولیت انسانی قشنگ پیدا می کردند و هنوز هم دارند با وجود اینکه الان ۵۰ سال گذشته است اما هنوز هم این احساس در من هست که این بچه ها نسبت به هم احساس مسؤولیت می کنند و به یکدیگر کمک می کنند چون رقابت و جایزه ای در کار نبود. کسی با کسی مقایسه نمی شد. بچه ها هیچ وقت احساس حقارت نکردند. مدرسه ای داشتیم که دستور در آن نبود، رقابت در آن نبود، بچه ها با هم فکری، مدرسه را اداره می کردند.

## برگشت از اروپا و فعالیت‌های پراکنده
توران میرهادی در زمستان ۱۳۳۰ به ایران بازگشت. در آن هنگام ایران درگیر کشمکش نیروهای سیاسی و کشورهای قدرتمند جهانی بود و زمینه اجتماعی-سیاسی برای فعالیت‌های فرهنگی مناسب نبود. نخستین کار او در این دوره حضور در کودکستان بهار و انتقال دانش و تجربه‌هایی بود که در اروپا آموخته بود. پس از چندی نیز در دبیرستان نوربخش که زمانی در آن درس خوانده بود، به کار آموزش زبان فرانسه پرداخت. اما این‌ها او را خرسند نمی‌کردند. در این سال‌ها او مانند بسیاری از جوانان روشنفکر ایرانی که شیفته و نگران سرنوشت ایران بودند خود را درگیر جنبش ملی شدن نفت و پیامدهای آن کرده بود. در سال ۱۳۳۱ این فعالیت‌ها او را با جوانی به نام سرگرد جعفر وکیلی آشنا کرد. این آشنایی به ازدواج کشید، اما پس از کودتای سال ۱۳۳۲ این افسر جوان اعدام شد. توران از او دارای فرزندی به نام پیروز بود.

## فعالیت در عرصه آموزش و پرورش
فعالیت متمرکز میرهادی در عرصه آموزش و پرورش از سال ۱۳۳۴ با پایه‌گذاری کودکستان فرهاد آغاز شد. پدر و مادرش پشتیبان‌های بزرگ او در این کار بودند. پدر محل کودکستان را که خانه‌ای خالی بود در اختیار او گذاشت و افزارهای آموزشی مانند نیمکت و غیره را برای او ساخت و مادر با گرفتن پروانه کودکستان به یاری او شتافت. محل این کودکستان ابتدا در خیابان ژاله تهران قرار داشت. طولی نکشید که روش کار میرهادی با استقبال والدین ایرانی روبرو شد و او توانست از سال ۱۳۳۶ دبستان فرهاد را در کنار کودکستان پایه بگذارد. از این دوره به بعد همسر دومش محسن خمارلو همکار و همراه همیشگی او در اداره کودکستان و دبستان شد. مدرسه راهنمایی فرهاد نیز از سال ۱۳۵۰ کارش را آغاز کرد. از سال ۱۳۵۶ این مجتمع که بیش از ۱۲۰۰ دانش‌آموز داشت در ساختمانی بزرگ در خیابان سهروردی نزدیک سیدخندان به کار ادامه داد. در بیشتر سال‌های دهه ۴۰ و ۵۰ مدرسه فرهاد به واحد تجربی تعلیمات عمومی تبدیل شد و پیشرفته‌ترین دیدگاه‌های درون آموزش و پرورش ایران نخست در این مجتمع بررسی و تجربه و در صورت کسب اعتبار در نظام آموزش و پرورش جاری می‌شد. مدرسه فرهاد از همان آغاز به صورت مختلط اداره می‌شد.
توران میرهادی در کتاب جستجو در راه ها و روش های تربیت درباره کودکستان فرهاد می نویسد:
در سال 1334 کودکستان فرهاد تاسیس شد و شروع به کار کرد. برنامه فعالیتها، وسایل و تجهیزات همه می بایست از محیط و نیازهای آن گرفته می شد. در این زمینه از همان ابتدا با مربیان کودکستان فرهاد، خود وسیله ساز شدیم. اسباب بازیهای آموزشی ساختیم، عروسک و ماریونت دوختیم. به هر اداره و به هر موسسه ای مراجعه کردیم. سرودها، ترانه ها، قصه ها، فیلمها و عکسهای مناسب جمع آوری کردیم. فکر و نقشه کم نداشتیم. صنعتگران ایران نیز کمک بودند. نجار برای ما وسایل ساختمانی چوبی می ساخت، خراط مهره های گوناگون می تراشید. آهنگر وسایل بازی در حیاط می ساخت. اولین نوآموزان کودکستان درهای آن را گشودند تا به کمک صاحبان حرف و پیشه های متداول با آنچه در دنیای اطرافشان می گذشت آشنا شوند. از نانوای محله، سبزی فروش، نجار و قصاب و پلیس راهنمایی، بناها و کارگران ساختمانی، و فروشندگان بازار محله و... همه با هم نکات فراوانی آموختیم.
توران میرهادی آموزش و پرورش را دارای سه رکن اساسی می داند: خانواده، مدرسه، اجتماع. او می نویسد:
در جامعه ای که سازندگی انسان در آن مطرح است، رابطه این سه رکن نزدیک است و در همکاری مداوم با هم قرار دارند. خود را جدا از یکدیگر نمی دانند. درهای مدرسه به روی اجتماع و به روی خانواده باز است. آموزش در همه لحظات روز و در همه جا انجام می شود. همه بزرگترها نسبت به همه کوچکترها احساس مسئولیت و وظیفه می کنند و در رفتارها و گفتارها و راهنماییها رشد نسل جوان سالم و فعال را مدنظر دارند.
جهت اول ما، خانواده بود. ما می گفتیم خانواده یک دژ است و مدرسه دژ دیگر. اگر این دو رکن با همکاری یکدیگر محیطی سالم با ارزشهای انسانی متعالی برای تربیت نسل جوان فراهم آورند می توان در برابر زهر محیط ایستادگی کرد. بسیاری از خانواده ها می پذیرفتند و در این زمینه همکاری فراوان می کردند. برنامه زندگی و تحصیل فرزندانشان را متعادل می ساختند. آنها را با سختی و زحمت آشنا می کردند. سرگرمیها را ساده و سالم انتخاب می کردند. خود دوست و همراه فرزندان باقی می مانند، محیط خانواده را از آلودگیها دور نگاه می داشتند. برنامه های رادیویی و تلویزیونی را تا حد امکان درست انتخاب می کردند. فرزندانشان را به درست دیدن و اندیشیدن تشویق می کردند. آنها را به مطالعه منظم و صحیح وامی داشتند. کتاب های مناسب برای فرزندانشان تهیه می کردند و سرگرمیهای آموزشی متناسب در اختیار آنان می گذاشتند. شور و مشورت دائم با ایندسته از خانواده ها در مجموعه کار مدرسه، از طریق شوراها و هیئت پرورشی نیز انجام می گرفت و همواره سازندگی خاصی داشت.
جهت دوم ما مدرسه بود. محیط مدرسه در واقع بطور مداوم تصفیه می شد. مدرسه خود یک محیط اجتماعی بود بنابراین می بایست ارزشهای اصیل بر آن حاکم شود. می بایست انسانیت و اخلاق بر کل و جزء مدرسه و روابط افراد در آن حاکم شود. بزرگ و کوچک در جهت آن کار کنند و در تمام نظام مدرسه، در کلاسها، در دروس، در برنامه های داخل و خارج مدرسه، در روابط بین افراد، در اوقات روز، همه جا محیطی سرشار از انسانیت و صفا و پاکی حاکم شود. در این زمینه نیز تا حدود زیادی موفق بودیم، بخصوص که محتوای دروس، برنامه های کتابخانه ها، فعالیتهای گوناگون مجموعه کار ما را از پند آموزی صرف به کار و عمل در جهت هدفهای سودمند کشانده بود. ما نه تنها می بایست خود نمونه مطلوبی از آنچه می گفتیم باشیم بلکه می بایست مسیر رسیدن به ارزشهای والا را نیز صادقانه برای شاگردان مطرح کنیم و نشیب و فرازهای آن را درست نشان دهیم تا بدانند که تنها در اثر تلاش مداوم به آن خواهند رسید.
دانش آموزان فهمیده بودند که محیط مدرسه با محیط خارج از آن تفاوت دارد. خواندن ترانه های مبتذل را در مدرسه نمی پسندیدند. آوردن وسایل تجملی به مدرسه را شاگردان خود طی مقرراتی ممنوع کرده بودند. سادگی در لباس، روپوش  و سادگی در ظاهر برای دانش آموزان مطلوب بود. حرکات تقلیدی مبتذل را محیط مدرسه قبول نداشت. کسی نمی توانست با مال و منال خانواده اش به همکلاسیها فخر بفروشد، زیرا خریدار نداشت. با کار و علم و عمل، نظر معلم جلب می شد و...
جهت سوم ما دانش آموزان بودند. بالا بردن قدرت تشخیص و تمیز آنها هدف بود. ذهن آنها می بایست منتقد و موشکاف بار آید تا بتوانند در مقابل زهر محیط با هشیاری و آگاهی مقابله کنند و خود با اعتقاد لازم راه صحیح را بجویند و بیابند. این کار از نقد داستان، کتاب و نقاشی شروع می شد و به نقد اعمال و رفتارهای گوناگون در محیط مدرسه و اجتماع می رسید. همه بزرگترها در این کار شرکت داشتند ولی بالاخص معلمان کتابخوانی، معلمان هنر و معلمان کلاس تعلیمات دینی بیشتر در این زمینه کار می کردند. معلم کتابخوانی، برای کلاس، کتابهایی از شرح حال بزرگان دین و علم و خادمان بشریت یا داستانهای واقعی از زندگی مردم ایران می خواند و از این طریق معیارهای شخصیت واقعی و یا نمونه هایی از ظلم و ستم را به دانش آموزان ارائه می داد. در کلاسهای بالاتر گاه دعوت از نویسندگان و شعرا و یا والدینی که در رشته های معینی در تلاش بودند به عمل می آمد. این برخوردها به گسترش دید و اندیشه دانش آموزان کمک می کرد. گاه در چنین جلساتی دانش آموزان به گونه ای مستدل و با ذکر نمونه اثر یک نویسنده یا شاعر را به نقد می گرفتند. در کلاسها امکان گرفتن اشتباه معلم، رد نظر او یا به بحث، گذاشتن آن، بحث و تبادل نظر روی موضوعهای مختلف از کارهای رایج بود
توران میرهادی سه مساله دانش آموزان را اینگونه بیان می کند:
در سال های نه چندان دور، در دانشکده ی علوم تربیتی تحقیقی انجام دادم که حاصل آن سه مساله و نکته بسیار رنج آور برای من است:
نکته رنج آور اول:
بیایید به امتحان نوع دیگری نگاه کنیم. در مدرسه فرهاد پرسشی که معلم در یک ماه می پرسید و یا آزمونی که می گرفت، ما ورقه های امتحانی را سوال به سوال بررسی می کردیم و آمار درست یا نادرست بودن سوال ها را درمی آوردیم. سپس با معلم پایه مربوطه نشستی داشتیم که چگونه در هفته های بعد مهارت ها، توانایی ها و عمق یادگیری بچه ها را بهتر کنیم. شاید بپرسید نمره ی بچه ها چه می شد؟ نمره ای لازم نبود، نمره ای در کار نبود. وقتی معلم سوالی می دهد، بخشی از هدف او این است که بداند بچه ها چه فهمیده اند و چه نفهمیده اند. معلم می خواهد کارش را ارزیابی کند. در این جا نمره ای مطرح نیست و اگر او یادداشتی می کند، برای این است که چگونه بهتر این مفاهیم را با بچه ها کار کند، نه این که به بچه بگوییم چرا نمره ات کم شده، چرا درس ات را نفهمیدی. بیایید با بچه ها این جوری کار کنیم: من باید به تو بفهمانم تا مطلب دستگیرت شود. اگر تو نمره ات کم شده من باید دوباره کار کنم. باید من با روش های مختلف با تو کار کنم. الان امتحان مانند چوبی بالای سر بچه ها شده است. امتحان یک جلسه کار است، مثل هر روز. هیچ فرقی با روزهای دیگر ندارد. من نمی خواهم اصرار کنم شما این تجربه را آن گونه که ما نگاه می کردیم، نگاه کنید. ما تجزیه و تحلیل می کردیم و به این می پرداختیم که در ماه بعد چه درسی را چگونه به بچه ها یاد بدهیم. بر اساس برگه ی ارزشیابی، ما می توانستیم بفهمیم چه مطالبی را با چه وسایلی و چگونه بچه ها یاد می گیرند. هیچ بچه ای از امتحان نمی ترسید. دانش آموز می دانست باید توانایی اش را نشان دهد و در این باره می تواند سوال کند یا بخواهد با او مشاوره کنند، یا بچه های دیگر به کمکش بیایند، یا با شیوه ی دیگری با او کار شود. این ها زمینه ای است که سیستم برای همه ی بچه ها، کاری فراگیر می کند. باید مساله ی امتحان به عنوان یک سیستم ارزشیابی در مدرسه ها به درستی جا بیافتد، و از حالت هیولایی اش بیرون بیاید و به ارزشیابی سازنده و بسیار ساده ای تبدیل شود. دانش آموزان هم باید بدانند وقتی معلم سوالی می پرسد، آنان نهایت تلاش خود را بکنند و اگر نتوانستند سوالی را پاسخ دهند، هیچ عصبانی نشوند، از نو آن مساله را با معلم کار خواهند کرد و این ارتباط قشنگ میان معلم و شاگرد به وجود خواهد آمد. این نکته ی بسیار مهم و لازم برای سلامت روحی و پیشرفت و شخصیت و همه ی وجود دانش آموز است که از این ترس بیهوده خلاص شود و بتواند فعال، همپای معلم پیش برود.
نکته رنج آور دوم:
مساله انگیزه رقابت: همه چیز در این مملکت مسابقه و رقابت شده است. یک ماه پیش، در جلسه ای در انجمن ترویج علم، گروهی از انسان های زبده ی آموزش و پرورش، گزارشی درباره پژوهش دانش آموزی دادند و پژوهش را مطرح کردند. وقتی گفتم نمی شود پژوهش مسابقه باشد، یکی از خانم های دانشجوی دکترای تعلیم و تربیت، از من پرسید: اگر مسابقه نباشد پس چه باشد؟
تبدیل کردن آموزش و پرورش به میدان مسابقه چه می کند؟ هیچ وقت توجه کرده اید که آیا آموزش و پرورش مسابقه پذیر است؟
خداوند هیچ یک از بندگانش را بر اساس یک طرح و یک جور نیافریده است. ما  در روانشناسی به آن می گوییم تفاوتهای فردی، یعنی توانایی و خصوصیات خلقی، جسمی و فطری هیچ دو نفر یکسان نیست. وقتی ما در باورها و اعتقادات مان به این نکته ایمان داریم، چه طور می آییم بچه ها را با هم مقایسه می کنیم؟ هر دانش آموزی خودش است. ما با انگیزه رقابت، بچه ها و خودمان را زحمت می دهیم. انگیزه ی رقابت، دانش آموزان را شرطی می کند و با شرطی شدن شان، عمق اطلاعات، مهارت، توانایی و دانش خود را از دست می دهند. فقط کار می کنند برای مقام، عنوان و جایزه که به آن برسند. معلمی که حق سی دانش آموز را محفوظ نگه می دارد، نیاز به شاگرد اول ندارد. انگیزه رقابت فقط سیستم تعادل را بر هم می ریزد و نمی گذارد در عمق کار شود و سطح اطلاعات بچه ها تا آن جایی که باید، بالا برود. 
نکته رنج آور سوم:
درباره ی پژوهش های دانش آموزی: وقتی پژوهش دانش آموزی در آموزش و پرورش ما به عنوان یک روش کار مطرح شد، همه خیلی خوشحال شدیم. گفتیم بالاخره بچه ها فعال می شوند و خودشان به حرکت درمی آیند. اما وقتی کار دو نوه ام را دیدم، آه از نهادم برخاست. معلم گفته است: درباره ی یک موضوع پژوهش کنید و تا هفته ی دیگر بیاورید! نه موضوع داده شده، نه منبع و نه گفته شده است چگونه پژوهش کنید! فقط معلم گفته است گزارش بیاورید! مگر در یک هفته راجع به چیزی می شود پژوهش کرد؟ این تکلیف چگونه باید انجام شود؟
نوه ام کتابی را در کتابخانه پیدا کرد و مبحثی از آن را به عنوان پژوهش اش رونویسی کرد. در ذهن این کودک، پژوهش کشته شد.
هدف پژوهش دانش آموزی این است که ذهن، پرسشگر شود. بپرسد چگونه؟ چه طور؟ چه درست است؟ اگر درست است چرا درست است؟ اگر غلط است چرا غلط است؟ فکر کند، اطراف خود را نگاه کند، در دنیای علم سهیم شود. هر انسانی این را در خود دارد که فقط بپرسد چرا؟ و به دنبال چرا برود و امتحان کند، ببیند این جور هست یا نیست. این ذهن پرسشگر باید در تمامی دوره های زندگی با او باشد و او را انسانی با فکر فعال نگه دارد. 
یکی از داوران مسابقه پژوهش دانش آموزی می گفت: پژوهش هایی که به دست ما رسیده و آن ها را داوری می کنیم، کار دانش آموزان نیست، بلکه کار والدین آن هاست! بچه ها بر اساس تخصصی که پدر و مادر آنان داشته اند، موضوع پژوهش را انتخاب کرده اند. والدین پا به پای بچه شان بوده اند، برایش مطلب نوشته اند و به نام دانش آموز ارائه داده اند. 
کار پژوهش انفرادی نیست، کاری گروهی است. مهم این است که هر گروه باید کار خود را به کلاس عرضه کند یا گزارش دهد که چگونه پژوهش انجام داده است. گروه باید به کلاس بگوید چه کرده است و بتواند از دیگران سوال کند.
به کلاس می رویم، به بچه ها که نشسته اند و نهایتا به مربی و یا معلم نگاه می کنیم. من از بچه های پیش از دبستان تا دانشگاه را در نظر می گیرم. وقتی استاد یا معلم در کلاس بین بچه ها یک حالت مقایسه ای ایجاد می کند و عملا شروع به تشویق کردن عده ای و تشویق نکردن عده ای دیگر می کند، در آنهایی که تشویق نمی کند یک نوع احساس عدم امنیت ایجاد می کند و برای آنهایی که تشویق می شوند یک نوع دیگر احساس ناامنی ایجاد می شود.
در آنهایی که تشویق می شوند احساس ناامنی این گونه به وجود می آید که آنها می خواهند سعی کنند همیشه مقام اول را داشته باشند که در آموزش و پرورش از آن به عنوان انگیزه ای برای پیشرفت صحبت می شود. من این را انگیزه پیشرفت نمی دانم، چرا؟
به دلیل اینکه این آدم در شرایطی خاص حبس می شود و دیگر خودش نیست و آزادی عملش را ندارد. آزادی فکری اش را ندارد. در واقع به طور روشمند یک حالت اسارت برای او ایجاد می شود.
بچه هایی که تشویق نمی شوند در وجودشان نسبت به بچه هایی که تشویق می شوند حالت تعارض پیدا می کنند و اولین مشکلی که برایشان به وجود می آید این است که "چرا من نه!" با گفتن چرا من نه باعث می شود خودشان را دائم با دیگری مقایسه کنند. در واقع دیگر خودشان نیستند و ماهیت اصلی خودشان را از دست می دهند و این حالت مقایسه در وجودشان ناامنی ایجاد می کند. مربی ضمن اینکه دوست دارد دست حمایتش را برای پیشرفت پشت هر بچه ای بگذارد، باید با ظرافتی خاص عمل کند. تا این حالت مقایسه پیش نیاید. برای اینکه بچه ها حالت "چرا من نه؟" را پیدا نکنند، باید یاد بگیرند با هم کار کنند. من یاد کلاس سوم ابتدایی در مدرسه "دکراما" کنار جنگلی در پاریس افتادم. معلم کلاس سوم بچه ها را تشویق کرد دور میزها بنشینند و روی هر میز یک صفحه کاغذ بزرگ نقاشی گذاشت و گفت با هم بنشینید، مشورت کنید، ببینید چه می خواهید بکشید. من به عنوان یک کمک مربی شاهد کار کردن، مشورت کردن و همکاریشان با همدیگر بودم. بعد هم نقاشی جمعی را به دیوار زد. بچه ها هر چه را که در ذهنشان بود در این نقاشی دسته جمعی بیرون ریخته بودند و هر کدام صحنه زیبایی را به وجود آورده بودند. مربی چیزی نگفت که این بهتر از آن است و بچه ها هم اظهارنظری در مورد همدیگر نکردند و از روی نقاشی با هم شروع به قصه گویی کردند، اما مربی یک کلام از اینکه این یا آن خوب یا بد است نگفت. آنها را با هم مقایسه نکرد. فقط ایجاد انگیزه کار دسته جمعی را به وجود آورد. بقیه اش را به عهده خود بچه ها گذاشت و هیچ نوع مقایسه ای نکرد. اگر مقایسه می کرد تمام کار لذت بخش بچه ها خراب می شد.
این روش کار تربیتی است که وقتی به عمقش می رسی متوجه می شوی کجا می توانی تخریب کنی و کجا تخریب نکنی. مقایسه به دنبالش تخریب و احساس ناامنی دارد.
اصلا لازم نیست بچه ای فکر کند کارش از دیگری قویتر یا ضعیف تر است. ما در نظام آموزش و پرورش از کودکی، ناامنی را در ذهن کودکان می کاریم. با کار رقابتی و مقایسه ای، با تشویق های بی موقع همه این کارها را می کنیم. باید بگذاریم بچه ها خودشان در قالبی باشند که با آن راحت اند. 
اگر هر بچه ای را همان طور هست بپذیریم و قبولش داشته باشیم و با او مثل خودش باشیم مشکل حل می شود.
در حال حاضر در نظام آموزش و پرورش تخریب بیشتر از سازندگی است. سازندگیش سازندگی نیست. سازندگیش یک نوع شکل دادن صنعتی است، یعنی از انسان ابزار ساختن است. در واقع به انسان به صورتی که به آن قالب می زنند، نگاه می کنند. انسانها از نظر تفکر، رفتار و احساس، قالب زده می شوند. و با این روش کودکان روبوت می شوند. درست است روبوت ها فلزی هستند و سیستمهای الکترونیکی کنترلی دارند اما فلسفه روبوت سازی الان حاکم بر نظام آموزش و پرورش است.
به محض اینکه کودک، تاتی کردن را می آموزد و در خانه با شما حرکت می کند، مشارکت آغاز می شود. وقتی می گوییم این دستت باشد تا من برگردم، در حقیقت به او می گوییم تو مطرح هستی! کودک احساس می کند تواناست. به همین ترتیب آرام آرام می توانید مشارکت را به خانه منتقل کنید. وقتی کودکان بزرگ تر می شوند تقسیم کار را راحت تر می فهمند. در خانه هر کسی یک کاری انجام می دهد و به این ترتیب کودکان احساس مسئولیت می کنند. آنها در همه کارها برنامه ریزی و شرکت می کنند. همه چیز جمعی انجام می شود. این گونه نیست که یک نفر آن بالا بایستد و دستور بدهد. در فعالیت های مشارکتی فرد آموزش می بیند، به عبارتی کل مجموعه او را مسئول و توانا می سازد. البته نه تنها از نظر جسمی، بلکه از نظر فکری و اجتماعی هم در این قبیل فعالیتها خلاقیت جمع افزایش می یابد. این روند از یک سالگی شروع می شود، و هم چنان ادامه می یابد. همه کارها در مسیر مشارکت پیش می رود. به عبارتی منظور از کار دسته جمعی، فعالیت مشارکتی است.
به عنوان نمونه در مدرسه فرهاد تقریبا همه فعالیتهای درسی مان مشارکتی بود. یعنی کودکان در درس دادن شرکت می کردند و خیلی وقتها آنها مسائل را برای همدیگر حل می کردند و به یکدیگر کمک می رساندند. به همین دلیل هم ما معتقد به روش مشارکتی شدیم. کودکان قوی تر، کودکان ضعیف تر را به جلو سوق می دادند و تقویتشان می کردند و به این ترتیب مدرسه بدون تجدیدی و بدون مردودی ایجاد شد. کار مشارکتی خیلی لذت بخش است. چنان فرد را ارضاء می کند که او همیشه حس می کند چقدر خوب است که تنها نیست.
توران میرهادی درباره ایجاد عادت به مطالعه در دوره ابتدایی می نویسد:
برنامه خاص مطالعه چیست؟
این برنامه از کلاس آمادگی تنظیم می شود و هدف آن آشنایی کودکان و نوجوانان با کتاب و کتابخانه است. این برنامه تا کلاس ششم متوسطه دنبال می شود.
کلاس آمادگی
در کلاس آمادگی، کودکان با کتاب های تصویری آشنا می شوند و به بازشناختن اشیاء و قصه ها از طریق تصاویر می پردازند. این برنامه به آنها امکان می دهد که قصه ای را بازگو کنند و بتوانند قصه ای از خودشان بسازند. برای ایجاد این قدرتها، که ناچیز هم نیستند، لازم است در هر کلاس آمادگی یک کتابخانه کوچک وجود داشته باشد.
این کتابخانه شامل کتاب های تصویری مربوط به همه زمینه ها می شود. این کتابخانه باید در دسترس کودکان قرار داشته باشد تا هر زمان که خواستند بتوانند کتابی را برای تماشا و مطالعه بردارند ولی مربی کودکستان نباید تنها به این امر اکتفا کند بلکه باید ساعاتی را به مطالعه اختصاص بدهد. کتاب هایی را بیاورد و به هر یک از کودکان یک کتاب بدهد و آنهایی که دور تا دور یک میز نشسته اند اجازه داشته باشند کتاب هایشان را با هم عوض کنند و قصه ها را برای همدیگر بازگو کنند. مربی هم قصه ای برایشان بخواند. به این ترتیب بچه ها به طور عملی با کتاب آشنا می شوند.
نوروز فرصت خوبی است برای این که کودکان تعدادی کتاب هدیه بگیرند یا اگر دلشان خواست کتاب هایی را بسازند. ساختن کتاب عموما کودکان را به کتاب های مختلف علاقمند می کند.
نحوه ساختن کتاب بسیار ساده است. معلم چند قطعه کاغذ به کودکان می دهد و می گوید " بچه ها هرچه دلتان می خواهد نقاشی کنید، مثلا یک قصه قشنگ، یا موضوع یک گردش کوتاه را نقاشی کنید." پس از این که نقاشی کردند، معلم می گوید "خوب حالا قصه یا موضوع گردشتان را بگویید تا برایتان بنویسم." بعد به نوبت پهلوی یکایک کودکان می نشیند و گفته های آنها را زیر نقاشی می نویسد.
از این راه قصه های بسیار قشنگی به وجود می آید که حاصل قدرت خلاقه کودکان است و آنها متوجه می شوند که نویسنده چگونه کار می کند. نقاش و مصور چگونه کار می کنند و یک کتاب قصه چگونه به وجود می آید. در کلاس آمادگی باید برنامه هائی برای بازدید و شرکت در جلسه های کتابخانه عمومی منظور شود تا کودکان با منابع موجود در کتابخانه آشنا شوند.
در اثر این برنامه کودکان در پایان هر دوره قدرت های تازه ای کسب می کنند و به شناخت های جدید می رسند.
ممکن است بپرسید "آیا این برنامه از کلاس آمادگی تا انتهای آموزش متوسطه همچنان ادامه خواهد داشت؟
پاسخ مثبت است.
کلاس اول
همه می دانیم که کودکان در ابتدای سال اول، نمی توانند بخوانند و بنویسند، ولی می توانند قصه بگویند و دوست دارند قصه بشنوند. شاید برای ایجاد انس و الفت بین معلم و شاگرد هیچ روشی بهتر از قصه گفتن نباشد. اگر معلم کار را با قصه گفتن شروع کند، بچه ها با دقت به او گوش می دهند. به تدریج با معلم انس می گیرند و دوستش می دارند. این محبت بعدا محرک اصلی آنها در پیشرفت می شود. به همین دلیل در کلاس اول، ایجاد عادت به مطالعه با داستانگویی شروع می شود و یا داستان قشنگی را برایشان می خواند. به این ترتیب هم بچه ها از این لحظات لذت می برند و هم این که آموزگار فقط به آنها درس نمی دهد، بلکه به نوعی در دنیای آنها سهیم می شد، خوشحال می شوند و با او احساس نزدیکی می کنند.
جلسات قصه گویی ادامه می یابد تا معلم به تدریج قصه سازی را با دانش آموزان شروع کند. این قصه ها نوشته های تصویری آسان و کوتاهی هستند که بچه ها در واقع با کمک معلمشان می نویسند. موضوع این نوشته ها فراوان و متنوع است. شاید یک بار درباره آب است و بار دیگر درباره مادر. یک بار درباره بازی است، و بار دیگر حیوانات، در واقع هزار و یک موضوع هست که شاگردان اول می توانند درباره شان قصه بنویسند و یا کتاب آسان تهیه کنند.
معلم به این هم اکتفا نمی کند. می داند که بچه ها از شعر لذت می برند. بنابراین جلسات شعرخوانی می گذارد و برای بچه ها قصه های منظوم و اشعار قشنگ شعرایی مثل پروین دولت آبادی، محمود کیانوش و بعضی شعرایی دیگر را که اشعارشان برای بچه ها قابل درک است، می خواند.
مربی می تواند به دانش آموزان یاد بدهد که با کمک هم روزنامه تهیه کنند. ممکن است فکر کنید شاگردان کلاس اول چطور می توانند روزنامه تهیه کنند؟
خیلی ساده است. بچه ها اخبار را جمع آوری می کنند. اخبار مدرسه، اخبار خانه، اخبار گردش یا چیزهای دیگر.
هر کسی خبر خودش را توی یک کاغذ کوچک می نویسد و درباره آن نقاشی می کند و معلم این قطعات کوچک را روی یک برگه مقوا می چسباند. به این ترتیب روزنامه ای به وجود می آید که در نهایت سادگی، زیبا نیز هست و با تزئین و نقاشی کودکان توام می شود.
یک اقدام اساسی دیگر، بردن دانش آموزان به کتابخانه است و ترتیب جلساتی در کتابخانه برای آشنایی آنها با کتاب ها. عموما در حوالی اسفندماه دانش آموزان آمادگی کافی دارند تا عضو  کتابخانه بشوند و اجازه داشته باشند کتاب را به منزل ببرند. این امر نوعی شادی و احساس افتخار در آنها ایجاد می کند چرا که توانسته اند مهارت جدیدی به دست بیاورند و می توانند بگویند "ما می توانیم بخوانیم، بنابراین می توانیم عضو کتابخانه باشیم."
عضویت دانش آموزان در کتابخانه به آموزگار امکان فعالیت گسترده تری می دهد. او می تواند از شاگردان خود بخواهد راجع به کتاب هایی که خوانده اند با یکدیگر بحث کنند، بعضی از قسمتهای کتاب را به صورت نمایش درآوردند و نیز می تواند به آنها یاد دهد که چطور پاسخ بعضی از سوالاتشان را در کتاب جستجو کنند. معلم می تواند از کتاب هایی که دانش آموزان مشغول خواندنشان هستند، استفاده کند و با معرفی کردن آنها، کتاب های بیشتری را به شاگردان خود بشناساند.
بازی با کتاب را کلاس اولی ها خیلی دوست دارند و این بازی آنها را به کتاب علاقمند می کند. پس از گذشتن یکی دو ماه از شروع کتاب خواندن شاگردان کلاس اول، یک روز معلم می گوید: "بچه ها یک بازی قشنگ داریم. "من یک قصه می گویم. شما بگویید اسمش چیست؟ و نویسنده اش کیست؟" به این ترتیب شروع می کند و خلاصه ای از یک قصه را می گوید و از بچه ها می خواهد که اسم قصه و نویسنده اش را پیدا کنند. عموما این جلسات با شور و نشاط زیادی توام است. چون کودکان درمی یابند که چقدر کتاب خوب وجود دارد که می توانند بخوانند و یا چقدر کتاب قشنگ خوانده اند و از خواندنشان لذت برده اند. ضمنا با نویسنده ها آشنا می شوند و یاد می گیرند که هر کتاب نویسنده ای هم دارد.
به این ترتیب دانش آموزان با انواع داستان، افسانه، شعر، کتاب علمی، نمایشنامه و کتاب های علوم اجتماعی آشنا می شوند. همراه با این آشنایی، تنظیم لغت نامه کلاس و دفتر داستان نویسی مجموعه ای از فعالیت ها را در بر می گیرد که شاگردان کلاس اول را سخت مشتاق مطالعه می کند و انگیزه لازم را در آنها به وجود می آورد.
کلاس دوم
این دانش آموزان وقتی به کلاس دوم می رسند کودکانی هستند که کتاب خوانده اند، قصه می دانند و در تعطیلات تابستان مقداری مطالعه کرده اند بنابراین می توانند آغاز سال را با این بحث شروع کنند که چه خوانده ایم؟ و چه می خواهیم بخوانیم؟
"چه خوانده ایم؟" برنامه ای است که در طی آن هر یک از شاگردان با کتاب هایی که شاگردان دیگر خوانده اند آشنا می شوند. هر یک از دانش آموزان از میان کتاب هایی که خوانده است، آن را که بیشتر دوست دارد به بقیه معرفی می کند. اگر متوسط تعداد شاگردان یک کلاس را 30 نفر فرض کنیم و از میان 20 نفر از آنها هم کتاب هایشان را معرفی کنند، همه شاگردان کلاس با 20 کتاب آشنا شده اند و می توانند بعدا آنها را از کتابخانه بگیرند. در ایجاد عادت به مطالعه بردن دانش آموزان به کتابخانه ضروری است.
کتابخانه باید آماده باشد. اما این بار، نه برای دانش آموزان کلاس اول، بلکه برای دانش آموزان کلاس دوم. در کتابخانه برای آنها نمایشگاهی از انواع کتاب هایی که دانش آموزان کلاس دوم در طول سال می توانند بخوانند تشکیل می دهند، تمام منابع معرفی می شوند، معلم، یک داستان یا یک قطعه شعر را با بیانی ساده و دور از حرکات اضافی برای آنها می خواند. در سال دوم به تدریج باید شاگردان را با مقررات کتابخانه آشنا کرد و به آنها آموخت که چطور کتاب را ورق بزنند و کتاب را نگهداری و حفظ کنند. به این ترتیب آنها احساس می کنند که اعضای جدید کتابخانه شده اند. برای این که دانش آموزان عملا با تعداد بیشتری نویسنده، آشنا شوند، برنامه انتخاب نویسنده کلاس انجام می شود. هر کلاسی یک نویسنده انتخاب می کند و با آثار این نویسنده آشنا می شود و آثار این نویسنده را پس از خواندن مورد نقد و بررسی قرار می دهد. در طول این برنامه ها دانش آموزان با کتاب های جدیدتر و بیشتری آشنا می شوند.
بعد نوبت برنامه شعرخوانی است. بچه ها با شاعر و اشعارش آشنا می شوند. همزمان با این فعالیت ها برای این که برنامه عادت به مطالعه گسترش یابد. فیلمی برای بچه ها نشان داده می شود یا با نمایش اسلاید یک برنامه برای آنها گذاشته می شود و به این ترتیب بچه ها متوجه می شوند که هر فیلمی بر اساس نوشته ای ساخته شده و هر مجموعه اسلایدی هم از کتابی گرفته شده است.
داستان سازی در کلاس دوم به صورتی دیگر انجام می شود. معلم به کلاس می آید و می گوید: "چون این هفته خیلی خوب کار کرده ایم، بیایید جلسه قشنگی داشته باشیم." "چه کار کنیم و چه کار نکنیم؟ بیاییم داستان بسازیم."
بعد چنین شروع می کند "بچه ها من می گویم یکی بود و یکی نبود" خوب چی بود؟ "بچه ها می گویند "خرسی بود، شیری بود، زنبوری بود، موشی بود ..."
به این ترتیب هر کدام از کودکان یک جمله می گوید و این جمله ها روی تخته نوشته می شوند. وقتی همه دانش آموزان جمله هایشان را گفتند، از حوادثی که برای یک خرس، یک زنبور یا حیوان دیگری پیش آمده، داستان قشنگی خلق شده است. سپس همه بچه ها این داستان را در دفتر خود می نویسند.
در جلسه بعد معلم برای هر کدام از شاگردان جمله ای زیر یک کاغذ نوشته و می گوید "جمله خودت را نقاشی کن." بچه ها هر کدام جمله خودشان را نقاشی می کنند. وقتی این صفحات را شماره می گذاریم و پشت سر هم قرار می دهیم یک کتاب به وجود می آید.
در کنار کار داستان سازی، روزنامه نگاری هم شروع می شود. دانش آموزان در این کار هم به صورت گروهی شرکت می کنند. هر کدام از آنها یک خبر می دهند و این خبرها در روزنامه دیواری کلاس نوشته می شوند.
در فرصت هایی معلم از بچه ها می پرسد:
بچه ها "این هفته چه کسی کتاب قشنگی خوانده است؟" بچه ها از کتاب هایی که از کتابخانه گرفته اند صحبت می کنند و کتاب های جدیدی را به یکدیگر معرفی می کنند. گاهی اوقات هم معلم می آید و می گوید "بچه ها من یک چیز قشنگی خوانده ام. اگر دلتان بخواهد برای شما تعریف می کنم." به این ترتیب در تمام طول سال ایجاد عادت به مطالعه به صورتی منظم ادامه پیدا می کند. با نزدیک شدن عید نوروز کودکان عموما تعداد زیادی کتاب عیدی می گیرند و تعدادی کتاب هم از کتابخانه می گیرند و معلم به جای تعیین رونویسی خسته کننده ای که شاگردان معمولا به آنها گرایش ندارند کاری را برای انجام دادن تعیین می کند که آنها را بر سر ذوق بیاورد. از آنها می خواهد شعر جمع آوری کنند، یادداشت روزانه بنویسند، قصه بنویسند، یا مثلا یک گیاهی را مطالعه کنند و مراحل رشدش را مشخص کنند. به این ترتیب آنچه را که دانش آموزان در پایان تعطیلات نوروزی به کلاس می آورند کتاب، نوشته و یا اثری است که تازگی دارد.
روز جهانی کتاب کودک فرصت خوبی است برای این که بچه ها راجع به بچه های نقاط دیگر دنیا و کتاب هایی که دارند صحبت کنند. بچه ها در کتاب ها و افسانه هایی که خوانده اند خواه و ناخواه به اسامی اشخاص و موجوداتی در جاهای مختلف دنیا برخورد کرده اند که می توانند درباره آنها بحث کنند. در اردیبهشت می توان کتاب هایی درباره طبیعت در اختیار دانش آموزان گذاشت تا زمانی که تعطیلات تابستانی فرا برسد. معلم باید قبل از شروع تعطیلات تابستانی کودکان را با کتاب های جدیدی آشنا کند و یا فهرست کتاب به آنها بدهد تا اگر خواستند بتوانند کتاب هایی را انتخاب کنند و از کتابخانه بگیرند.
کلاس سوم و چهارم
معلم چه در کلاس سوم و چه در کلاس چهارم برای این که دانش آموزان را با انواع ادبیات آشنا کند، می تواند از مطالب کتاب فارسی استفاده کند.
کتاب کلاس سوم از نظر محتوای ادبی خیلی غنی و خوب است. داستان هایی درباره حیوانات، شرح حال و گزارش سفر، داستان هایی از شاهنامه فردوسی، شعرهایی از شاعران مختلف و نیز داستان های قهرمانی دارد. در نتیجه به معلم امکان می دهد که شاگردان خود را با منابع دیگر و کتاب های کتابخانه آشنا کند، و آنها را به اجرای نمایشنامه های عروسکی، نمایشنامه های متعارف، خلاصه نویسی، داستان سازی از روی تصویر و نوشتن داستان های تخیلی برانگیزد. به این ترتیب دانش آموزان در پایان کلاس سوم نسبت به ادبیات نگرش تازه ای پیدا می کنند.
درس های علوم و تعلیمات اجتماعی نیز در روندی مشابه فرصت خوبی برای آشنایی دانش آموزان با منابع مختلف به دست می دهند، اما هدف اصلی برنامه ایحاد عادت به مطالعه در کلاس سوم و جهارم آن است که دانش آموزان دقیقا بدانند پاسخ پرسش هایشان در هر زمینه را در کدام دسته از کتاب ها باید جستجو کنند. برای به وجود آوردن این توان، معلم گاه و بیگاه بازی های دسته جمعی ترتیب می دهد. معلم از شاگردان می خواهد هر کدام یک سوال – در هر زمینه ای که بخواهند – روی کاغذ های کوچکی بنویسند و بعد سوال ها را در یک سبد یا کیسه می اندازد وخوب مخلوط می کند. سپس سوال را بین دانش آموزان تقسیم می کند. به هر کسی یک سوال می رسد. پس از این که آنها چند دقیقه ای درباره سوال ها فکر کردند، معلم آنها را به کتابخانه می برد. در کتابخانه هر دانش آموزی باید جستجو کند و جواب سوالش را در یکی از کتاب های کتابخانه پیدا کند. شکی نیست که در کتابخانه باید مراقب آنها بود تا بیش از اندازه همه جا را به هم نریزند.
نتیجه این بازی به معلم نشان می دهد که دانش آموزان تا چه حد منابع کتابخانه را می شناسند، چقدر مطالعه کرده اند، و تا چه حد نحوه برخورد درست با کتاب ها را یاد گرفته اند. "آیا می دانند منابع مورد نیاز خود را کدام قسمت کتابخانه باید جستجو کنند؟
آیا فرهنگنامه را می شناسند؟ ایا می توانند از کتابی که در اختیار آنها قرار گرفته است، یادداشت بردارند؟ آیا سرانجام می توانند جواب سوالشان را پیدا کنند؟
به این ترتیب این بازی به یک ارزشیابی دقیق منتهی می شود.
اصولا در این برنامه باید همیشه عامل ارزشیابی را در نظر گرفت. معلم در طول سال باید چند نوبت، از کار دانش آموزان ارزشیابی کند و بداند که کدامشان بیشتر کتاب می خوانند. به چه نوع مطالبی علاقمند هستند، آیا کسی هست که هیچ کتابی نخوانده و به مطالعه علاقمند نشده باشد؟
این ارزشیابی روشی را که معلم باید در قبال هر دسته از دانش آموزان انتخاب کند، روشن می کند. معلم با شاگردانی که کمتر مطالعه می کنند کار بیشتر می کند، و با تشویق و کمک بیشتر آنها را به مطالعه عادت می دهد.
کلاس پنجم
کتاب فارسی پنجم در واقع مقدمه ای است بر ادبیات. فرهنگنامه، داستان های کلیله و دمنه دارد، شرح حال، آثاری از شعرای گذشته و معاصر دارد، داستان های حماسی و نمونه هایی از ادبیات جهانی دارد. این برای معلم بهترین فرصت است که همراه با هر درسی چهار یا پنج کتاب دیگر هم معرفی کند. البته این به تنهایی کافی نیست. در کلاس پنجم دانش آموزان باید نحوه برخورد منطقی با هر مقوله ادبی را یاد بگیرند. باید بدانند که مثلا داستان برای لذت بردن است و تجزیه و تحلیل آن از نظر دستوری اشتباه است. نباید از چنین دیدگاهی با آن برخورد کرد. باید خواند و لذت برد و احیانا از آن برداشتی کرد و هر کس می تواند هر برداشتی را که دلش خواست بکند. بنابراین نتیجه گیری یکسان مطرح نیست. معلم باید بکوشد که از تعیین تکالیف خسته کننده درباره این داستانها (که تنها به بیزاری دانش آموزان می انجامد) بپرهیزد.
شرح حال برای این است که زندگی یک فرد، مورد مطالعه دقیق قرار گیرد. هدفها و اعمالش شناخته شده، بررسی شوند. پس باید راجع به شرح حال بحث کرد و شخصیت انسانی را که در شرح حال معرفی شده مورد بررسی قرار داد. مثلا در کلاس پنجم بچه ها با بهزاد، باغچه بان و با هلن کلر آشنا می شوند. در نتیجه سه شخصیت از سه محیط متفاوت را می شناسند.
فرهنگنامه را طور دیگری باید خواند. کتابی است که لازم نیست کسی سراسرش را بخواند. فقط باید بداند که چطور اطلاعات مورد نیازش را در آن پیدا کند. بنابراین طرز برخورد با فرهنگنامه کاملا فرق می کند.
داستان حماسی را به طریق دیگری باید خواند. اینجاست که خواندن با قرائت درمی آمیزد. بیان باید، روایتگر زیر و بم های حماسه باشد. شور و هیجان بیافریند و... وقتی داستانی از شاهنامه خوانده می شود خوب است معلم اصل شاهنامه را به کلاس بیاورد و هر یک از بچه ها قطعه کوتاهی از شاهنامه را انتخاب کند و بخواند و اگر دلش خواست درباره اش صحبت کند.
این زمینه تنها به ادبیات ختم نمی شود. مطلب علمی هم هست، مطلب اجتماعی هم هست. دانش آموزان به تدریج با انواع نهادها آشنا می شوند و به نقش آنها پی می برند. بنابراین دریچه ای به سوی ادبیات و علوم در مقابل کودکان گشوده می شد و زمینه مطالعه آنها را گسترده تر می کند.
دانش آموزان می توانند در کلاس پنجم جلسات نقد و بررسی کتاب داشته باشند و این امر با استقبال آنها روبرو می شود. کودکان دوست دارند و می توانند وقتی با کتاب فارسی و کتاب های جنبی آشنا شدند، کتاب های تازه را بگیرند و آنها را به نقد و بررسی بگذرانند. این تجربه به معلم نشان خواهد داد که آنها از طریق مطالعه به چه معیارهایی رسیده اند و توان تحلیل آنها تا چه اندازه شکوفا شده است. 
اگر در کلاس چهارم بچه ها سوال هایشان را در کیسه می ریختند و هر کسی به جستجوی پاسخ سوال دیگری می پرداخت، در کلاس پنجم از روش دیگری استفاده می شود.
معلم در جلسه ای از دانش آموزان می خواهد که مهم ترین سوال هایی را که در ذهنشان هست یادداشت کنند. بعد مجموعه این سوال ها را پس از یک بررسی و توضیح کوتاه به خودشان باز می گرداند و آنها را به کتابخانه می برد. این بار هر یک از شاگردان جواب سوال خودش را جستجو می کند و به این ترتیب یاد می گیرد که چطور منابع لازم را بیابد، آنها را مطالعه کند و از آنها استفاده نماید.
یکی از برنامه هایی که باید در کلاس پنجم انجام شود، بالا بردن قدرت مطالعه است. معلم مطالب مختلفی را تعیین می کند و به کلاس می آورد و از شاگردان می خواهد، مطلبی را در یک زمان معین و محدود بخوانند. مثلا برای خواندن یک داستان چهار صفحه ای حداکثر یک ربع ساعت زمان تعیین می کند. به این ترتیب کودکان تا حدودی به خواندن سریع و متمرکز عادت می کنند.
همزمان با این فعالیت معلم از آنها می خواهد، نکته های اصلی مطلبی که می خوانند استخراج کنند، و آنچه را که از مطلب فهمیده اند یادداشت نمایند.
برای بی علاقگی کودکان به مطالعه دلایل متفاوتی وجود دارد. یک دسته از آنها کتابخوان نمی شوند چون کندخوان هستند، دسته ای کتابخوان نمی شوند چون دقیقا نمی دانند چه را در کتاب بخوانند، و دسته دیگر آن چیزی را که می خوانند آنچنان که باید درک نمی کنند و در نتیجه از آن لذت نمی برند.
در کلاس پنجم راه های متعددی برای پی بردن به مسائل و مشکلات انفرادی کودکان در زمینه مطالعه و حل مشکلات آنها وجود دارد.
فعالیت هایی مانند داستان سازی، تهیه مجله و روزنامه دیواری در کلاس پنجم به صورتی کامل تر ادامه می یابد.
فعالیت جدید که در کلاس پنجم به برنامه اضافه می شود انجام مطالعات موضوعی به وسیله دانش آموزان است.
مثلا برای تعطیلات نوروز معلم زمینه ای را برای مطالعه به بچه ها واگذار می کند. آنها از منابع مختلف، نکته های مورد نظرشان را استخراج می کنند و علاوه بر کتاب های جدید با مطالعه منظم هم آشنا می شوند.
یکی از مهم ترین مسائلی که معلم در کلاس پنجم با آن روبرو است امکان جذب گروهی از کودکان در بازار کار و در نتیجه ترک دائمی مدرسه است. حال اگر آنها مدرسه را هم ترک نکنند، ممکن است به مدرسه ای راه پیدا کنند که در آن کتابخانه نباشد و یا اصولا به مطالعه توجهی نشود.
برای این که در چنین مواردی، کودکان از مطالعه جدا نشوند، معلم باید به آنها تفهیم کند که امکان مطالعه تنها به مدرسه ختم نمی شود. به این منظور چند بار شاگردان خود را به کتابخانه های کانون پرورش فکری کودکان و نوجوانان و یا کتابخانه های عمومی می برد.
به این ترتیب کودکان اگر هم مدرسه را ترک کنند، کتابخانه و مطالعه را ترک نمی کنند.
توران میرهادی با بیان خاطراتی از برنامه های کتابخوانی در مدرسه فرهاد، درباره برنامه ماهانه کتابداران کتابخانه های آموزشگاهی، می نویسد:
شهریور
در این ماه کتابخانه باید مرتب شود. کتاب هایی که نیاز به صحافی دارند، باید صحافی شوند. کتابدار باید فهرستی از کتاب های مفقود شده و نیز کتاب های مورد نیاز کتابخانه را تنظیم کند. باید کتاب های منتشر شده در سال جدید را بررسی کند و فهرستی از کتاب های مناسب تهیه کند و در نهایت باید برنامه یک ساله کتابخانه را کاملا مشخص کند.
مهر 
در این ماه کتابدار باید فهرست کتاب های مورد احتیاج کتابخانه را در جایی که دانش آموزان خوب ببینند، اعلان کند. باید چندین بار به کلاس ها مراجعه کند و کودکان را با روش تهیه این کتاب ها آشنا کند، آنها را از چگونگی و شرایط عضویت کتابخانه آگاه نماید و در هر کلاس نمایشگاه کتاب تشکیل دهد. برپایی این نمایشگاه های کتاب در کلاس های مختلف باعث می شود که دانش آموزان بدانند از میان کتاب های موجود در کتابخانه، کدام دسته را می توانند بخوانند و از خواندنشان لذت ببرند و این امر در انتخاب کتاب به آنها کمک می کند. یکی دیگر از فعالیت های مربوط به این ماه، انتخاب نمایندگان کلاس ها برای عضویت در انجمن کتابخانه است. گذشته از این، جلسات کتابخوانی برای بچه های کلاس های مختلف نیز در مهرماه تشکیل می شود.
آبان
در این ماه کتابدار کارت های انفرادی کتابخوانی را تنظیم می کند. زمینه ها و منابع لازم درباره کارهای تحقیقی را که معلم ها در طی سال برای دانش آموزان مشخص می کنند، تهیه می کند. برای انجام این امر، در طول جلساتی با معلم های کلاس های مختلف، منابع را به آنها معرفی می کند. به آنها پیشنهاد همکاری می کند و انواع کتاب ها و منابع دیگر موجود در زمینه های مورد نظر را در اختیار آنها می گذارد. کتاب های تازه را هم به صورتی منظم معرفی می کند.
آذر
در این ماه برنامه بزرگ کتابخوانی شروع می شود. کتابخانه یک مدرسه یک واحد بزرگ و مستقل است. بنابراین باید برنامه و کاربرد خاص و مستقلی داشته باشد.
هر سال این سوالات برای کتابدار مطرح می شد که " امسال با کودکان چه کارهای تازه ای بکنیم؟ " آنها را با چه زمینه هایی آشنا کنیم؟ در چه زمینه هایی می توانیم با دانش آموزان کارهای مفید و موثر انجام دهیم؟ و بر این اساس به جستجو می پرداخت.
یک سال خاطرم هست که با دانش آموزان به سفر دور دنیا رفتیم. یادم هست وقتی به آنها گفتیم " بچه ها چمدانهایتان را ببندید، ما از هفته دیگر می خواهیم به سفر دور دنیا برویم " بچه ها با ذهن ساده و پاک و طبیعت کودکانه شان باور کردند و والدین آنها بارها با ما تماس گرفتند و این سوال را کردند که " شما چطور می خواهید بچه ها را به سفر دور دنیا ببرید؟ " با چه وسیله ای سفر می کنید؟ کی حرکت می کنید؟ چقدر پول لازم دارید؟ بعد که برای آنها توضیح می دادیم ما بچه ها را با کشتی و ترن و هواپیما به سفر دور دنیا نمی بریم ما آنها را با کتاب به دور دنیا می بریم و نقاط مختلف دنیا را از طریق کتاب به کودکان معرفی می کنیم. تازه آن وقت متوجه می شدند منظور ما از سفر دنیا چیست.
در این برنامه گروه های متعدد از کلاس های مختلف شرکت کردند. هر کدام از این گروه ها موظف بودند سفرنامه ای درباره یک کشور، عکس، نقشه و در صورت امکان نوار یا فیلم تهیه کنند. ما هم فیلم تهیه می کردیم و به این ترتیب هر دو هفته یک بار ما به یک کشور سفر می کردیم.
یادم هست که ما از تهران حرکت کردیم و به افغانستان رفتیم، بعد به پاکستان، از آنجا به هند و بعد آسیای جنوب شرقی را دور زدیم و از آنجا به استرالیا رفتیم. وارد آمرکای جنوبی شدیم، بعد آمریکای شمالی و از آن سمت اقیانوس اطلس را طی کردیم، آمدیم به اروپا و از کشورهای انگلیس، فرانسه و آلمان گذر کردیم، به روسیه "شوروی سابق" آمدیم و از روسیه به تهران برگشتیم.
در طی این سفر دانش آموزان از طریق کار گروهی و مسائلی که مطرح می کردند و برنامه هایی مانند فیلم و سخنرانی که از طرف کتابخانه ترتیب داده می شد، مطالب بسیاری می آموختند، و شناخت جدیدی از محیط اطرافشان پیدا می کردند. ما این نوع برنامه ها را برنامه بزرگ کتابخوانی می نامیم.
سال بعد دوباره به سفر رفتیم. به آفریقا، به سرزمین های دور که تا آن تاریخ نرفته بودیم. یک سال هم برنامه بزرگ کتابخوانی را به شناخت بزرگان جامعه های بشری اختصاص دادیم. مکتشفان، مخترعان، هنرمندان و نویسندگان را معرفی کردیم. دانش آموزان تا حدودی با کسانی که در ایجاد و شکوفایی ثروتهای معنوی جامعه ها سهمی داشتند، آشنا شدند.
برای پیدا کردن موضوعی مناسب جهت برنامه بزرگ کتابخوانی، عموما در طی سال به آن فکر می کردیم و در جلسه های شهریورماه، هنگام برنامه ریزی فعالیت های کتابخانه، موضوع برنامه بزرگ کتابخوانی مشخص می شد.
در حال حاضر دو سال است که روی برنامه جالب و مفیدی به نام "تنها یک زمین" کار می کنیم. فکر اصلی برنامه این است که ما فقط یک زمین داریم و یک جامعه بشری، هر دوی اینها را باید حفظ کنیم. از یک سو باید منابع طبیعی مان را حفظ کنیم و از طرف دیگر باید بکوشیم صلح و آرامش در جامعه برقرار باشد. دانش آموزان در طی این برنامه به جستجوی عواملی می پردازند که می توانند صلح و آرامش را از میان بردارند و یا بالعکس صلح و آرامش را برقرار سازند. برای نمونه، درباره "فرهنگ های مشترک" تحقیق کردند و به این نتیجه رسیدند که در تمام اطراف ایران، بین ایران و همسایگان ایران (به خصوص بین ایران و همسایگان شرقی و شمال شرقی ایران) فرهنگ مشترکی وجود دارد. یعنی تاریخ ما خیلی به هم شبیه است و اصولا از یک مبدا سرچشمه می گیرد. بزرگان دین ما یکی هستند، بزرگان علم و ادبمان یکی هستند. زبانمان خیلی به هم شباهت دارد. آداب و رسوممان خیلی به هم نزدیک است. که این عوامل خود می توانند پایه های محکمی برای تفاهم باشند. پس از بررسی دقیق تر فرهنگ های مشترک به این نتیجه رسیدند که این ویژگی تنها مربوط به ایران نیست و در بسیاری از کشورهای دیگر دنیا "اشتراک فرهنگی" مشاهده می شود.
گذشته از این زمینه، دانش آموزان درباره آلودگی هوا و خاک و راههای مبارزه با این آلودگی ها مطالعه می کنند و بریده روزنامه و تصویر تهیه می کنند، درباره مطالب، بحث و مشاوره می کنند و کنفرانس تشکیل می دهند، تا بتوانند راه حل های ممکن را برای پاک نگاه داشتن محیط زیست پیدا کنند. 
سرآغاز همه این فعالیت ها با مطالعه کتاب شروع می شود. نتایج این مطالعات پس از استخراج، از طریق مقاله یا روزنامه دیواری و برپایی نمایشگاه و جلسات سخنرانی میان دانش آموزان دیگر پخش و اشاعه می شود. آذر عموما ماه مناسبی برای شروع برنامه بزرگ کتابخوانی است.
دی
در این ماه برنامه آذرماه تقریبا ادامه پیدا می کند. با این تفاوت که کتابخانه در این ماه باید نتایج حاصل از برنامه بزرگ کتابخوانی را برداشت کند. در نتیجه جلسه های کنفرانس تشکیل می شود، نتایج بررسی ها و تحقیقات دانش آموزان ارائه می شود. عموما در دی ماه کار فراوانی در کتابخانه وجود دارد و جلسه های زیادی در آن تشکیل می شود.
بهمن
در این ماه، گذشته از همه کارهای دیگری که مربوط به گذشته می شود، برنامه بزرگ دیگری پیش می آید. یکی این که منابع موجود برای دانش آموزان کلاس اول را بررسی می شود. دانش آموزان کلاس اول در اسفند ماه عضو می شوند. چرا که در اسفند ماه تقریبا بیشتر حروف الفبا را یاد گرفته اند و قدرت خواندنشان به مرحله ای رسیده است که بتوانند مستقلا کتاب بخوانند. کتابخانه باید برای آنها به اندازه کافی کتاب داشته باشد.
کتابدار مجموعه همه کتاب های تصویری و آسان را که با حروف درشت و خوانا چاپ شده اند، مطالعه می کند و به کتاب فروشی ها می رود و کتاب های تازه و مناسب موجود در این زمینه را انتخاب می کند و به طور کلی سعی می کند کتابخانه حداقل به اندازه دو برابر دانش آموزان کلاس اول، کتاب داشته باشد.
دانش آموزان کلاس اول کارت عضویت 6 ماهه را بدون اهداء کتاب و به عنوان تشویق دریافت می کنند. دلیل تشویق آنها این است که می توانند مستقلا کتاب بخوانند بی آنکه لازم باشد به بزرگترها مراجعه کنند. عدم دریافت کتاب اهدائی از دانش آموزان کلاس اول در قبال کارت عضویت، باعث می شود که تمام شاگردان کلاس اول در اسفندماه عضو کتابخانه شوند و کسی حذف نشود. در این مرحله عضویت اجباری و یا اختیاری نیست بچه ها با معلم خود به کتابخانه می آیند و با این محیط گرم، آشنا می شوند.
تجربه به ما ثابت کرده است که دادن کارت عضویت 6 ماهه به صورت رایگان، تاثیر مثبت و چشمگیری در ایجاد علاقه به مطالعه در کودکان دارد. 
خاطرم هست که یکسال بالماسکه کتاب، داشتیم. یعنی بچه ها به صورت قهرمانان کتابهایی که خوانده بودند درآمدند و جشن بزرگی در مدرسه برگزار شد. هرکس باید حدس می زد که دیگری کدام قهرمان و از چه کتابی است و این قهرمان در کتاب چه نقشی داشته است. حاصل چنین برنامه هائی به همراهی برپائی نمایشگاه کتاب، گستره بزرگی از ادبیات را در اختیار کودکان می گذارد و ذوق و شوقشان را تحریک می کند.
یک سال هم نویسنده ها را معرفی کردیم. یعنی هر گروه از شاگردان یک نویسنده و کتاب هایش را معرفی کردند و درباره آن نویسنده به بحث پرداختند.
یک سال هم فرهنگنامه کودکان ایران را به وجود آوردیم. هر کدام از دانش آموزان، پس از تحقیق، یک صفحه از فرهنگنامه را نوشت. وقتی مجموعه این "یک صفحه" ها جلد شد، ما توانستیم تعدادی مقاله خوب در زمینه مسائل مربوط به ایران جمع آوری کنیم.
هر سال در روز جهانی کتاب کودک، دانش آموزان به یک یا دو مدرسه دیگر، کتاب اهداء می کنند. یعنی از کتاب هایی که عیدی گرفته اند یک کتاب خود را انتخاب می کنند و پیامی برای دوستشان می نویسند. این کتاب ها جمع آوری می شود و به بچه های مدرسه دیگری که کتابخانه ندارد اهدا می شود. به این ترتیب در ماه بهمن کار بسیاری در کتابخانه وجود دارد، که مهم ترین آنها برنامه ریزی و آماده کردن مقدمات لازم برای برگزاری هرچه بهتر روز جهانی کتاب کودک است.
اسفند
این ماه زمان عضویت بچه های کلاس اول است و این مراسم به شادی و نشاط برگزار می شود. بچه ها همراه معلم خود به کتابخانه می روند و به قصه خوانی مشغول می شوند. برای آنها فیلمی نمایش داده می شود، بر سر ذوق می آیند، در آخر جلسه کارت های عضویتشان را می گیرند و به آنها اجازه داده می شود با استفاده از کارت ها کتابی از کتابخانه بگیرند به منزل بروند و بخوانند. نگاه کردن به این صورت های کوچک و مغرور، این که می توانند به تنهایی کتاب بخوانند، به ذوق آمده اند و احساس افتخار و استقلال می کنند، مسرور کننده است.
بعد زمان تنظیم برنامه نوروزی فرا می رسد. این برنامه وظایف سنگینی برای کتابدار ایجاد می کند. کتابدار باید آماده باشد که به هر یک از شاگردان بین سه تا چهار کتاب برای تعطیلات نوروزی بدهد. دانش آموزان برای تعطیلات نوروزی کتاب های بیشتری می گیرند، و عموما وقتی به روزهای آخر اسفند می رسیم، کتابخانه خالی می شود. در قفسه ها جز تعداد ناچیزی کتاب باقی نمی ماند.
گذشته از این کتابدار باید کارهای ابتدایی روز جهانی کتاب کودک را به پایان برساند و وظایف و نقش هر یک از بچه ها را در برنامه های مربوط به روز جهانی کتاب کودک مشخص کند. در کنار این برنامه ها، فعالیت های مداوم کتابخانه از قبیل معرفی کتاب های تازه، کنفرانس ها، نمایش فیلم ها و استفاده از کتابخانه در انجام کارهای تحقیقی ادامه می یابد.
فروردین
در این ماه مراسم روز جهانی کتاب کودک برگزار می شود. دانش آموزان برای اهدای کتاب به مدارسی که کتابخانه ندارند می روند. حاصل کتاب هایی را که در تعطیلات عید خوانده اند، ارائه می کنند.
وقتی هر کدام از شاگردان در تعطیلات عید، چهار یا پنج کتاب بخواند، به قدری پرسش و گفتنی دارند که کتابدار نمی داند جواب کدامیک را بدهد و کتاب های کدام گروه را بگیرد. از این رو برنامه کتابخانه در فروردین بسیار جالب و سنگین است.
اردیبهشت
در این ماه برنامه کتابخانه تا حدودی سبک می شود. برنامه بزرگ کتابخوانی رفته رفته به پایان می رسد و برنامه های تحقیقی اجرا می شوند. معلم ها دانش آموزان را با تعداد زیادی سوال از برنامه های درسی (یا خارج از برنامه های درسی) به کتابخانه می فرستند. کتابدار باید آماده باشد تا بتواند به آنها در پیدا کردن جواب سوال هایشان کمک کند.
خرداد
در دهه اول خرداد، کتابدار دیگر به دانش آموزان کتاب نمی دهد و کتاب ها را جمع آوری می کند. آنها موظفند کتاب های کتابخانه را به کتابخانه بازگردانند. در فاصله ای که به دلیل انجام امتحانات آخر سال ایجاد می شود، کتابدار، کتاب ها و منابع موجود در کتابخانه را کنترل می کند تا مطمئن شود که همه بچه ها کتاب ها را بازگردانده اند و کتابی گم نشده است.
در این فاصله برنامه ارزشیابی از کار کتابخانه نیز انجام می شود و پرسشنامه هایی به کودکان داده می شود و از آنان سوال می شود. " آیا از برنامه کتابخانه راضی بودند؟ "چه تغییراتی را در کار کتابخانه پیشنهاد می کنند؟" و...
به این ترتیب خطوط اصلی برنامه ریزی کتابدار، برای سال بعد از همین پرسشنامه ها و بر اساس نظر دانش آموزان شکل می گیرد.
تابستان
در تابستان بچه ها فرصت بیشتری برای کتاب خواندن دارند، در نتیجه کتابدار به آنها اجازه می دهد هر بار تعداد زیادی کتاب بگیرند.
کتابدار دوشنبه ها به مدرسه می آید و کتابخانه را باز می کند و کودکان می توانند کتابی را که خوانده اند، توسط خود و یا والدینشان به کتابدار تحویل دهند و یا در یادداشتی نام یا نوع کتاب های جدیدی را که می خواهند، مشخص کنند. به این ترتیب کتابدار می تواند با توجه به این یادداشت ها، کتاب های جدید و مورد علاقه را برای آنها بفرستد. این برنامه تا شهریورماه ادامه دارد.

## از پایه‌گذاران نظام نهاد کودکی در ایران
شکل‌گیری نظام نهاد کودکی در ایران مانند همه کشورهایی که این دوره را پیموده‌اند، فرایندی پیچیده و تودرتو را دربرمی‌گیرد. در ایران هسته‌های اولیه این نظام از دوره مشروطه و با کوشش کوشندگان فرهنگ کودک در عرصه‌های گوناگون، بهداشت کودکی، آموزش و پرورش، حقوق کودک، ادبیات کودکان، زیست افزارهای کودکی آغاز شد و در عصر پهلوی اول با کوشش‌های بعدی کسانی مانند جبار باغچه‌بان، محمدباقر هوشیار و نام‌های بسیار دیگر در عرصه پزشکی و بهداشت و به ویژه جنبش زنان شکل اولیه خود را به دست آورد.
از دهه ۱۳۳۰ چندین عامل همزمان به شکل‌گیری شتابان این نظام نهادین کمک کردند. نخست گسترش جامعه شهری ایران و تغییر نسبت جمعیت شهرنشین نسبت به جمعیت روستایی بود که روز به روز به سود جامعه شهری تغییر می‌یافت. در کنار آن با پایه‌گذاری صندوق کودکان سازمان ملل (یونیسف) که پس از جنگ جهانی دوم برای کمک به کودکان جنگ‌زده پایه‌گذاری شده بود و کم‌کم با دور شدن از سال‌های جنگ، بهداشت و آموزش عمومی کودکان را هدف می‌گرفت و نقشی که در این زمینه در ایران برعهده گرفته بود، زمینه‌های تحول در درک از نهاد کودکی در جامعه فرهنگی و طبقه متوسط جامعه جا می‌افتاد. همین دگرگونی‌ها سبب شد گروه‌های دانشگاهی و دانش‌آموختگان ایرانی در عرصه‌های گوناگون علوم زیستی و علوم انسانی عوامل لازم برای استقرار و تثبیت نظام نهاد کودکی را در ایران پیدا کنند.
توران میرهادی در کنار نام‌هایی مانند لیلی ایمن، معصومه سهراب، توران اشتیاقی و بسیاری دیگر که بیشتر از زنان دانش‌آموخته و فرهنگی جامعه ایران بودند، در روزگاری که یک سوی آن دولت بود و سوی دیگر آن نهادهای اجتماعی و فرهنگی، نظام نهاد کودکی را پایه می‌ریخته و پیش می‌بردند. این گروه در عرصه آموزش و پرورش در نقش مشاوران برجسته، به تحول نظام آموزشی کمک می‌رساندند. در عرصه ادبیات کودک، ناشران بزرگ را تشویق به انتشار کتاب‌های کودکان می‌کردند. در گفتگو و مشاوره با دولت سرانجام توانستند طرح راه‌اندازی کانون پرورش فکری کودکان و نوجوانان را که یکی از برجسته‌ترین و کاراترین نهادهای فرهنگی دوره محمدرضا پهلوی بود، به تصویب برسانند. در عرصه آموزش کودکان روستایی با پایه‌گذاری سپاه دانش به آموزشیاران این نهاد آموزش و مشاوره می‌دادند و با فراگیر شدن آموزش ابتدایی و راه‌اندازی نشریه‌های پیک که شامل پیک دانش‌آموز، پیک معلم، و پیک خانواده بود توانستند محتوای آموزشی را با فعالیت‌های خلاق و فرهنگی پیوند دهند. همچنین این گروه با کار در نشریه‌های سراسری مانند روزنامه و مجله و رسانه‌های گروهی مانند رادیو و تلویزیون توانستند اندیشه تغییر نگاه به کودکان را در جامعه بزرگسالان جا بیندازند. تغییر نگاه بزرگسالان به کودکان سبب شد که نیازهای آن‌ها مانند بازی، سرگرمی و ورزش و همچنین زیست افزارهای ویژه کودکی به رسمیت شناخته شود و در این زمینه بازار گسترده اقتصادی ایجاد شود. همچنین فعالیت گسترده حقوق‌دانانی مانند مهرانگیز منوچهریان از چند دهه پیش‌تر و تاج زمان دانش در همین دوره سبب شد که در دهه ۱۳۴۰ دادگاه اطفال به جای دادگاه عمومی و کانون اصلاح و تربیت به جای زندان‌های عمومی و پرورشگاه‌ها به جای بنگاه صغار بنشیند. اینچنین بود که از نیمه‌های دهه ۱۳۴۰ به بعد با این کوشش‌ها جامعه ایران اندک‌اندک نگاهش را به کودکان و نیازهای آنان تغییر داد. روندی که همچنان در همه سطوح ادامه دارد.
توران میرهادی درباره تربیت فرزندان سالم و مبتکر معتقد است:
ببینید اولین نکته ای که هر خانواده باید بداند این است که هر یک از فرزندانش خاص است و این یعنی حذف حالت مقایسه ای و توجه به این نکته که انگیزه های انسان های خاص مهم است. این از نظر علمی ثابت شده که  DNA  هر انسانی با انسان دیگر متفاوت است و وقتی که پدر و مادر کشف کردند که فرزندان شان با یکدیگر متفاوت اند، انتظار ندارند که هر فرزندی تابع آن یکی فرزندشان باشد؛ بلکه استعدادها و توانایی هایش و آهنگ رشدش و امکانات بروزش را می سنجد و همه آنها را هدایت می کنند به سمتی که همه اعضای خانواده را رشد دهد.
متاسفانه در نظام آموزش و پرورش ما به این کار توجه نمی کنند و همه را با یک چوب می رانند و این سیستم رقابت، نمره و تاکید روی شاگرد اولی از مخرب ترین کارها در آموزش است که در این مملکت در حال رخ دادن است. می خواهم خواهش کنم و تقاضا کنم که این را تغییر دهند و تبدیل کنند به آن شرایطی که هر انسانی، هر شاگردی و هر دانشجویی بتواند خودش باشد با توانایی های خودش و این توانایی ها را در زندگی خودش، زندگی جامعه اش و خدمت کردن به جامعه بتواند پیش ببرد.
بنابراین آن آموزشی که خانواده ها حتما باید ببینند این است که اسیر موقعیت های خاص نشوند، اصول رشد را درست بشناسد، توانایی ها و استعدادهای فرزندانشان را بشناسد و بگذارند هر فرزندی آزادانه در مسیر رشد خویش حرکت کند و جلو برود؛ نه اینکه وقتی لیسانسش را گرفت بیاید و به ما بگوید رشته ای را که خوانده ام، دوست ندارم. این یعنی تلف شدن. توجه کردید؟ همین الان که من در خدمت شما هستم، در جستجوی این هستم که با این انسان که این حرف را به من زده چگونه بایستی کار کنم تا او بتواند خودش را بشناسد؟ قرار نیست من او را بشناسم، قرار است او خودش و توانایی هایش را بشناسد. 
در بسیاری از خانواده های سنتی ما هیچ وقت اجباری نمی گذاشتند. ضمن اینکه بعضی از خانواده های طبقه متوسط ما فکر نمی کردند که فقط به بچه ها سرویس دهند و خدمت کنند بلکه بچه ها عضو خانواده بودند و در کل کارهای خانواده، در واقع تشریک مساعی می کردند و برای خودشان مسئولیت قائل بودند؛ چه خانواده روستایی باشد چه خانواده شهری. ببینید الان تغییری که در نظام جمعیتی ما به وجود آمده، این است که 64 درصد جمعیت این کشور شهرنشین هستند.  94 درصد جمعیت باسوادند. این جمعیت شهرنشین حلقه متوسطی را به وجود آورده که نگاهش یا هدف هایش خیلی جلو است. یعنی می خواهد که فرزندش حتما دکتر شود و نظام هم در واقع با سیستم رقابتی کنکور و فلان و بهمان، این توقع را به وجود آورده است که تو فقط اگر دکتر شوی می توانی خدمت کنی. در صورتی که این طور نیست؛ اگر تو خودت باشی، یک انسان فرهیخته باشی و روابط انسانی درست داشته باشی، بهتر می توانی خدمت کنی تا اینکه با یک نام خاص در جامعه برای خودت افتخار بخری.
این طبقه متوسطی که الان رشد کرده و شهرنشین شده و نیازهایش مطرح است، باید در این آموزش شرکت کند، خانواده ها باید نظرهایشان را مطرح کنند، آخرین اطلاعات علمی را در هر زمینه بگیرند و بتوانند فرزندان سالم، مبتکر و مسلط به خود تربیت کنند.
توران میرهادی درباره ایجاد عادت مشاهده دقیق در کودکان می نویسد:
هر روز چندین بار از خیابانی می گذریم. در گذرگاه خود دکانها و موسسه های گوناگونی را می بینیم. مردم آشنا و ناآشنای بسیاری از کنار ما رد می شوند. ما همه آنها را می بنیم، اما در واقع دیدن ما کامل نیست، بلکه نوعی نظر افکندن بدون هدف و توجه است و در حافظه ما جای ویژه ای نمی یابد. اما اگر بخواهیم یک جفت کفش بخریم، شیوه دیدن ما تغییر می کند. در کوی و خیابان به دکانهای کفاشی توجه می کنیم. به انواع کفشها دقیق می شویم، به رنگ و شکل و تناسب و زیبایی و بهای آنها دقت می کنیم. حتی شاید با اراده نگاهمان به کفشهای عابران دوخته شود و کوشش کنیم نوع و شکل کفشهای آنها را مشاهده کنیم تا مطالعه بیشتری در انتخاب کفش خود کرده باشیم. منظره و حالت خیابان از دیدگاه ما تغییر می کند. زیرا قسمتهای ویژهای در دایره دید ما قرار گرفته اند که در پیش چنین نبوده است. چرا؟ برای اینکه داشتن هدف معینی ما را وادار کرده است که با علاقمندی به بعضی دیگر از جنبه های این خیابان توجه کنیم. در مرحله اول، ما در حال و هوای خیابان و محله و حتی خانه خود زندگی کرده ایم و جزئی از آن بوده ایم بدون اینکه با هدف و علاقمندی ویژه ای به مشاهده و اکتشاف آن بپردازیم. در مرحله دوم، ما با قصد معینی در آن جاها قدم برداشته ایم به جستجویی رفته ایم و موفق به درک چیزهای تازه ای شده ایم.
نکته در اینجاست که برای مشاهده واقعی و دقیق، علاقمندی، هدف معین و دیدن توام با اراده داشته ایم، و اکتشاف واقعی هم در صورت وجود این سه شرط و عواملی دیگر صورت می گیرد.
بارها با مربیان و آموزگاران در میان گذاشته شده است که اگر می خواهند موضوعی را برای کودکان مطرح کنند بهتر است کوشش کنند که در آغاز کودکان آن را ببینند و لمس کنند و از نزدیک با آن آشنا شوند، آن وقت درباره آن با کودکان گفتگو کنند. 
بسیاری از مربیان ممکن است بگویند: اینها چیزهایی هستند که کودکان قبلا دیده اند. چطور ممکن است آنها را نشناسند. آب را مثال بیاوریم، بعضی از مربیان می گویند: کودکان از هنگامی که به دنیا آمده اند، آب نوشیده اند، با آن حمام کرده اند، چه لزومی دارد ما آن را از نو به آنها نشان دهیم؟ در ظاهر این حرف درست می نماید، اما این مربیان فراموش کرده اند که کودکان تا پیش از طرح موضوع " آب " آن را کمتر در دایره دید یا دقت قرار داده اند. حال به هنگام طرح موضوع آب، باید آن را در برابر خود داشته باشند تا بتوانند همه ویژگیهای آن را از نزدیک احساس کنند. از کودکان بپرسید: بچه ها، آب چه رنگ است؟ عده زیادی از آنها فوری جواب خواهند داد: سفید. 
مشاهده زمانی سودمند است که حواس گوناگون انسان را توام با هدف و برنامه معین به کار گیرد. مثلا در مشاهده آب، درجه حرارت، حالتهای گوناگون آن ( یخ، بخار، ابر، مه، ذرات ریز متراکم )، شیوه اندازه گیری آن، عبور نور از آن، حل شدن بعضی اجسام در آن و شناور یا غوطه ور و ته نشین شدن اجسام گوناگون در آن همه باید مورد توجه قرار گیرد. مقایسه آب با مایعهای دیگر نیز لازم است. تنها پس از مشاهده دقیق، که با انواع آزمایشها و فعالیتها و حتی بازیها توام می شود، می توان مطمئن شد که کودک تصور نسبتا صحیحی از آب به دست آورده است، و مفهوم آب در ذهن او درست جایگزین شده است. اهمیت مشاهده صحیح توام با انواع فعالیتها به ویژه در دوران پیش از دبستان، که مفاهیم اشیا و کلمه های مربوط به آنها در ذهن کودکان شکل می گیرد، اساسی است. به همین سبب مربی باید تقریبا به طور مداوم از عوامل محیط زندگی برای آموزش کودکان استفاده کند و با توجه به علاقه مندیها و هدفها، کار مشاهده همه جانبه را در برنامه های گوناگون روزانه کودکان بگنجاند، تا جایی که برای کودک مشاهده دقیق نوعی عادت بشود و با کنجکاوی و دقت بیشتر به اکتشاف خواص اشیا، شناسایی وسایل بازی و غیر از آن و پدیده های مختلف بپردازد. چرا و چگونه، برای او نوعی پرسش دائمی باشد.
در کودکستان عموما با دو نوع مشاهده روبه رو هستیم. مشاهده کوتاه مدت، که در یک یا چند جلسه پایان می پذیرد: مانند مشاهده یک حیوان، یک میوه، یا یک وسیله نقلیه یا یک پدیده طبیعی، مثل باد، باران و برف.
مشاهده درازمدت که در یک یا چند جلسه تمام نمی شود و ممکن است هفته ها و بلکه ماهها طول بکشد. مانند کاشتن یک دانه تا هنگام رشد و میوه دادن آن، پرورش کرم ابریشم، مشاهده آب و هوا در هر فصل، تغییرهای یک درخت در فصلهای مختلف، نگهداری یک پرنده و مشاهده تخمگذاری آن. آنچه در مشاهده درازمدت لازم است، تهیه وسایلی برای یادداشت کردن این تغییرهاست: این کار به صورت نقاشی، یا نمونه برداری و خشک کردن و چسباندن در یک جدول زمانی، و اندازه گیری و علامتگذاری امکانپذیر است. زیرا در این صورت کودکان می توانند مراحل پیشین را به خاطر بیاورند و همواره وسیله ای برای مقایسه کردن در اختیار داشته باشند.
توران میرهادی محیط را چشمه ای پایان ناپذیر برای مشاهده و آموزش می داند و می نویسد:
درباره آموزش و پرورش پیش از دبستان، همیشه نام دو تن از بزرگان تعلیم و تربیت تکرار می شود. یکی خانم ماریا مونته سوری پزشک و روانشناس ایتالیایی ( 1952 – 1870 )، و دیگری دکتر اروید دکرولی، پزشک و روانشناس بلژیکی. هر دو نفر به امر آموزش پیش از دبستان، به ویژه به پرورش حواس پنجگانه، توجه بسیار کرده اند. اما این دو استاد تعلیم و تربیت با هم تفاوتی اساسی داشته اند. خانم مونته سوری با دیدی آزمایشگاهی به پرورش حواس کودکان پرداخته است و برای این منظور وسایل ویژه ای درست کرده است که می بایست کودکان با روشی معین و حساب شده از آنها استفاده کنند. مانند برجی که از حلقه های صورتی رنگ بزرگ و کوچک تشکیل شده است. کودک بایستی حلقه بزرگتر را در زیر قرار دهد و به ترتیب، حلقه های کوچکتر را یکی پس از دیگری روی آن بگذارد تا برجی درست کند و با این کار از راه تجربی به مفهوم تفاوت اندازه ها از نظر حجم و بزرگی و یا کوچکی اشیا پی ببرد. یا بازی با جعبه هایی یک شکل و یک اندازه، که در هر یک وزنه ای متفاوت با دیگری گذاشته شده است، و کودک باید آنها را به ترتیب از سبک به سنگین ردیف کند. با این روش به مفهوم وزن و تفاوت وزنها از راه حسی و عملی پی ببرد. یا بازی با چهارچوبهای مخصوص که طرز بستن انواع دکمه ها و بند کفش را به کودک می آموزد.
خانم مونته سوری حتی در نقاشی نیز کودک را مقید می کرد که طرح سیب یا گلابی، یا هر چیز دیگری را، که فرد بزرگتری قبلا کشیده بود، با مداد رنگی و با حرکات یکنواخت پر کند. کودک نباید به هیچ وجه از خط خارج شود تا بتواند بین حس بینایی و حرکت دست سازگاری نسبتا کاملی ایجاد کند. خانم مونته سوری هر نوع تمرین برای پرورش حواس را متکی به استفاده کردن از وسایل ویژه و به کار بردن دستورهای دقیق می کرد. مربی نیز تنها به کمک وسایل و کاربرد درست آنها می توانست کودک را به فعالیت وادارد و به این ترتیب آزادی عمل خود را به کلی از دست می داد.
اما دکتر دکرولی بر این عقیده است که: باید از زندگی گرفت و برای زندگی آموخت. به نظر او هر چیزی می تواند وسیله ای برای آموزش باشد. به همین دلیل برای مقایسه وزنها و حجمها به جای استفاده از جعبه های یک شکل از فندوق و بادام و بلوط و گردو استفاده می کرد. برای اندازه گیری مایعها، قطره چکان، انگشتانه و قاشقهای چایخوری، مرباخوری و آشخوری را وسیله ای مناسب و در دسترس می دانست. برای درک مقیاس، طول وجب و پا و سپس کم کم چوبهای اندازه گیری را به کار می گرفت. برای تشخیص رنگهای گوناگون وسایل ویژه ای نداشت. به نظر او طبیعت، فصلها و محیط زیست صدها فرصت برای کشف رنگها و شکلهای گوناگون در اختیار کودک قرار می دهد. تنها باید کودک را نسبت به آنها کنجکاو و هشیار و دقیق کرد. وسایل کار و بازی، در کودکستانی که دکرولی در نزدیکی بروکسل تاسیس کرد، بیشتر شامل انواع دانه ها، مهره ها، گوش ماهی و صدف، قطعه های چوب به اشکال مختلف، برگهای خشک شده، تکه های پارچه و نخ، قوطی کبریتها و قرقره های خالی می شد و از وسایل گرانقیمت پیش ساخته استفاده نمی کرد.
بهترین نوع فعالیت از نظر او گردش و اکتشاف با کودکان در محیط زندگی خود آنها بود. همه پدیده های طبیعت، کلیه فعالیت های انسان ها، هرچه در جهت تامین خوراک، پوشاک و مسکن انجام می گرفت جالب توجه و قابل مطالعه بود. محیط زندگی برای او و پیروانش منبع لایزال فعالیت و آموختن به شمار می رفت: یک روز کودکان به مشاهده درختان باغ همسایه می رفتند، روز دیگر جریان آب را در نهری دنبال می کردند تا ببینند از کجا می آید و به کجا می رود، چند روز بعد دکان سبزی فروشی، انواع سبزیها، اختلاف شکل و رنگ، مصرف و طرز کشت سبزیها موضوع مطالعه کودکان بود.
دکتر دکرولی سعی داشت هر یک از این کارها را، به صورت محدود و کوچکتر در محیط کودکستان و با کارهای گروهی بازسازی کند. در قسمتی، فروشگاه کوچکی بود که بچه ها در آنجا مشغول کار بودند. در بخشی دیگر بچه ها گلکاری و حتی در مقیاس کوچک سبزیکاری و زراعت می کردند. در کارگاههای کوچک، پارچه بافی یاد می گرفتند و برای عروسکها لباس و زیرانداز درست می کردند. 
همه جا کودکان از راه مشاهده و تجربه و آزمایش مهارتها، توانائیها و کارهای عملی را می آموختند. از راه استدلال و نتیجه گیری، کاربرد آموخته های خود را گسترش می دادند و از آغاز برنامه آفرینندگی فکری و دید جستجوگر در آنها پرورش می یافت.
یکی از محاسن بزرگ روش دکرولی قابلیت انعطاف و سازگاری آن با محیطهای گوناگون است. از روش او در بسیاری از کشورها برای بازسازی برنامه های تحصیلی و فعال کردن کلاسها استفاده کرده اند. 
در کشور ما نیز مربیان می توانند با استفاده از آنچه طبیعت و اجتماع در اختیارشان گذاشته است برنامه ای غنی با فعالیتهایی گوناگون برای کودکان ترتیب بدهند. مربیان باید در نظر داشته باشند که با به کار گرفتن این روش هرگز خود را در کارشان ناتوان نخواهند دید، خسته نخواهند شد، و متکی به وسایل خاص نخواهند بود. مربیان اگر در روستاها کار می کنند، محیط روستا منبع لایزال فعالیت های آنهاست، و می توانند با کودکان کارهای کشاورزی، دامداری، باغداری و صنایع روستایی را مطالعه کنند و هر یک از پدیده های طبیعت را موضوع کار خود قرار دهند. اگر مربی کودکستان در شهری کوچک کار می کند، خیابانها، دکانها، کارگاهها و موسسه های زیادی هست که برای بازدید کودکان و فعالیتهای گوناگون آنها مناسب است. آشنا کردن کودکان با محصولهای خاص هر شهر و طرز تهیه آنها و مشاغل مردم آن شهرها زمینه ای است برای تنظیم انواع گردشها و بازدیدها و آشناییها و فعالیتهای گوناگون. در شهر بزرگ هم زندگی خانوادگی و مسائل و مشاغل مردم، وسایل نقلیه، بازار و کارگاه می تواند گذشته از پدیده های طبیعت و فصلها و آنچه به شخص کودک مربوط است، انگیزه هایی برای مشاهده و فعالیت باشد. 
باید دانست که توانایی استفاده درست از محیط و انتخاب موضوعهای فعالیت و مطالعه، که بدون شک باید با توانایی درک و رغبت و علاقه مندی کودکان هماهنگی داشته باشد، آسان بدست نمی آید. به همین سبب مربی باید در آغاز، مثل کودکی کنجکاو، به مشاهده و مطالعه محیط و زندگی اطراف خود بپردازد. عوامل آموزنده و غنی محیط را به طور مداوم کشف کند. بهترین روش یادداشت برداشتن از مشاهده ها و آشنایی با مردم محل و آماده کردن آنها برای همکاری است. زیرا مردم عموما با مهربانی بسیار با مربی کمک و همکاری می کنند. اگر همکاری مردم جلب شود، مثلا هنگامی که مربی همراه با کودکان به بازدید دکان نانوایی یا سبزی فروشی می رود، دکاندار نقش مربی را به عهده می گیرد و به پرسشهای کودکان پاسخ می دهد. یا هنگامی که نگاههای کنجکاو کودکان به طرز کار نجار یا آهنگر محل دوخته می شود آنها ممکن است با مهربانی بسیار نمونه هایی کوچک از کار خود را برای کودکان بسازند.
ارتباط با انسانها و درک اهمیت کار آنها، شناختن محیط و آنچه در اختیار انسان قرار می دهد، نه تنها در رشد متعادل و همه جانبه کودک تاثیر می گذارد بلکه نوعی اعتماد و اطمینان نیز در او به وجود می آورد، زیرا کودک از همان آغاز با زندگی اجتماعی خود و نقشی که در آینده بر عهده خواهد داشت آشنا می شود.
توران میرهادی کودکی را مرحله ای رسمی از زندگی می داند و معتقد است:
آشنایی با روانشناسی و شناخت کودک در محدوده دانشگاهی و مراکز آموزشی باقی مانده است، هنوز مردم، کودکی را به عنوان مرحله ای رسمی از زندگی یک فرد نپذیرفته اند؟ هنوز کمتر نویسنده یا شاعری به حالات خاص این دوره از زندگی و چگونگی سازندگی عاطفی و روانی آن توجه کرده است. هر گونه خواندن و هرگونه نوشتن تنها به هدف آموزشی قابل قبول، شناخته می شود. کتابها و نوشته های بسیاری نام ادبیات بخود می گیرند که دقیقا نوعی آموزش هستند!... شاید این گره اصلی سیر تحول ادبیات کودکان و نوجوانان در کشور ما در حال حاضر باشد. انحرافهایی چون: دیداکتسیم (همه چیز بقصد آموزش. آموزش تحمیلی و یکطرفه)، گرایش استعاری شدید (مطالب بزرگانه را به قصد آموزش از راه حیوانات و اشارات سمبلیک به کودکان عرضه کردن)، از بالا به کودک و نوجوان نگریستن، ماندن در محدوده قالبهای فکری معین، جدایی از جریان بزرگ زندگی و رشد کودکان و نوجوانان ایرانی و در نتیجه نداشتن داستانهای واقعی از زندگی کودکان و مردم این سرزمین و بالاخره عدم دسترسی به زندگی و حالات درونی کودک؛ از این گره سرچشمه می گیرد.
تا زمانی که کودکی به عنوان مرحله ای از زندگی، با کیفیت و خصایص خود شناخته نشده بود و تنها به عنوان مرحله ای بود برای یاد گرفتن مهارتهای زندگی و اندوختن دانش و شناختن درسها و شکل گرفتن برای آینده آنچه به نام ادبیات به کودکان عرضه می شد سراسر آموزش بود و پند و نصیحت و نتیجه گرفتن از داستانها و افسانه ها و کمتر کسی به حالات و روحیات و زندگی و آرزوهای درونی دوران کودکی توجه داشت. توسعه علم روانشناسی و شناختن اهمیت دوران کودکی و نوجوانی به عنوان دوره ای مشخص از زندگی با تمامیت کیفی و حالات خاص آن سبب شد که دید کلی درباره ادبیات کودکان و آنچه ادبیات این دوره از زندگی انسان نامیده می شود تغییر کند. امروز مطلب خواندنی از ادبیات جدا شده است.
توران میرهادی درباره آموزش مستقیم یا غیر مستقیم در کودکستان می نویسد:
آموزش مستقیم یعنی آموزش با هدفی خاص و محدود که در آن کودک باید مفهومی معین را یاد بگیرد و آن را با مفاهیم قبلی ذهن خود مربوط کند و از آن در مسائلی که برایش پیش می آید بهره بگیرد. مثلا آموزگار حرف "ن" را به کودک می آموزد. او باید آن را یاد بگیرد، و کلمه هایی را که در آنها حرف "ن" به کار رفته است بخواند و بنویسد و در همه جا آن را باز شناسد. یا از راه مشاهده های گوناگون دریابد که گیاه از دانه می روید، بتواند دانه را باز بشناسد، آن را بکارد و اهمیت دانه را از نظر زندگی گیاهی دریابد. 
در آموزش مستقیم، از کودک می خواهند که از راههای مختلف دانسته های خود را باز کند، در واقع بدین گونه از او بطور مستقیم امتحان می کنند و با نمره دادن میزان دانسته های او را می سنجند. در آموزش مستقیم کودک مقید و محدود است. باید بنشیند، مشاهده کند، گوش بدهد، یاد بگیرد، تمرین کند و در چارچوب معینی فعالیت داشته باشد. 
در آموزش غیر مستقیم هدف وسعت پیدا می کند و مفاهیم، متعدد و گوناگون می شوند. هر کودکی، هر قدر که بخواهد و بتواند، کشف می کند و یاد می گیرد. محدوده ای برای او تعیین نمی شود. آموزش برایش جنبه بازی و سرگرمی پیدا می کند. می تواند خود برنامه اش را تنظیم کند و پرسش های گوناگون در زمینه آنچه فهمیده و کشف کرده است مطرح کند. ارزشیابی از دانسته های او نیز غیر مستقیم انجام می شود. آنچه در گفتگو، یا فعالیتهای انفرادی و گروهی از او دیده می شود کافی است. امتحان و نمره ای در کار نیست. 
آموزش پیش از دبستان را در بیشتر کشورهای جهان، نوعی آموزش غیر مستقیم می دانند. حتی در بسیاری از کشورهای جهان، نوعی آموزش غیر مستقیم می دانند. حتی در بسیاری از کشورها کوشش دارند آموزش دبستانی را هم به طور کامل، یا دست کم قسمتی از آن را، غیر مستقیم کنند.
به طور کلی، آموزش غیر مستقیم با روحیه جستجوگر و کنجکاو و فعال کودک سازگارتر است، و او را به شوق و ذوق بیشتر برای اکتشاف یادگیری بر می انگیزد. با رشد بدنی او نیز مناسبتر است، زیرا از نشستن زیاد از اندازه او جلوگیری می کند و او را به حرکت و فعالیت وا می دارد. با یاد گرفتن به معنای واقعی نیز هماهنگی بیشتر دارد، چه تنها توانایی درک و علاقمندی کودک سبب می شود که میزان یادگیری او گسترش یابد. لحظه ای را تصور کنید که گربه ای را برای مشاهده به کودکستان آورده اید بیدرنگ کودکان به دور گربه جمع می شوند.
دست و پا و بدن او را لمس می کنند. صورت و چشمها و گوشهای او کنجکاوی آنها را برمی انگیزد. آنها می خواهند بدانند گربه چه می خورد؟ کجا می خوابد؟ چگونه از درخت بالا و پایین می رود؟ چرا می تواند از فاصله های زیاد به بالا بپرد؟ چرا همیشه با پا به زمین می افتد؟ چرا شکل چشمش در روز و شب تغییر می کند؟ سبیلهایش برای چیست؟ از چه خوشش می آید؟ و دهها سوال دیگر.
در آموزش غیر مستقیم، به همه این سوالها می توان جواب داد. برای این گونه آموزش می توان برنامه مشاهده و فعالیت تنظیم کرد، و بچه را به تفکر و مشاهده دقیقتر واداشت. در آموزش مستقیم در کلاس اول تنها درباره پوشش بدن گربه مطلبی هست، در کلاس دوم درباره محل زندگی او، در کلاس سوم درباره طرز شکار کردن و دفاع کردن او، در کلاس چهارم درباره تولید مثل گربه و بالاخره در کلاس پنجم درباره اینکه به کدام دسته از حیوانها تعلق دارد. 
بدین ترتیب، به سادگی می توان دید که چگونه در آموزش غیر مستقیم مشاهده یک حیوان، فرصتی برای یادگیری وسیعتر و غنیتر و همه جانبه ایجاد می کند، و از همان ابتدا ارتباط کودک را به طور کامل با محیط اطرافش برقرار می کند. همان گربه سبب می شود که کودک به حیوانها علاقمند شود و به مشاهده و کشف چگونگی زندگی آنها بپردازد و طرز رفتار با حیوانها را بیاموزد.
جز در موارد معین، آن هم مثلا در یادگیری یک ترانه یا تمرین بعضی از آداب معاشرت یا بعضی از عادتهای بهداشتی، نباید از فنون آموزش مستقیم در کودکستان بهره جست. حتی اینها را نیز تا حد امکان باید به شکل آموزش غیر مستقیم، یعنی به صورت بازی و فعالیت اجتماعی، به کودکان عرضه کرد تا با اشتیاق بدان روی بیاورند.
دفتر سرمشق، آموزش خواندن و نوشتن و حساب کردن، نمره و تکلیف شب، تشویق و تنبیه، جریمه، گرفتن دست بچه و کمک کردن به او برای نوشتن، یا پرسیدن آموخته ها به صورت سوال و جواب در کلاسهای کودکستان از اشتباههای بزرگ است که نتیجه ای منفی دارد و کودک را از یادگیری واقعی و حتی کودکان فعال و جستجوگر را افسرده و خسته می کند. ممکن است عده ای از خانواده ها که خود کمتر تجربه ای از آموزش غیر مستقیم دارند، این روش را بپسندند، اما مربی باید از آن به طور کامل بپرهیزد و تا جایی که امکان دارد امتیازهای آموزش غیر مستقیم را به خانواده ها یادآور شود.

## ادبیات کودکان و نوجوانان
توران میرهادی دلیل گرایش خود به ادبیات کودکان را علاقه‌ای می‌داند که در کودکی و در خانواده پیدا کرد. دو کتاب به زبان آلمانی به نام فیدل استارماتس و مایا دختر گریزان از کندو داستان‌هایی هستند که برای یک عمر روی او تأثیر گذاشتند. داستان اول که سرگذشت پسری در جنگ جهانی اول است در او روحیه صلح‌جویی و ضد جنگ و داستان دوم انگیزه‌های کار برای جامعه را پدیدآورد. در کنار این‌ها خدمتکاران خانه برای او افسانه‌ها و ترانه‌های عامیانه می‌گفتند که همواره منبع لذت و آگاهی او بودند. میرهادی خود براین باور است که گروهی که به همراه او ادبیات کودکان را در ایران گسترش دادند، همگی در خانواده‌هایی رشد کردند که در آن‌ها کتاب‌هایی برای کودکان وجود داشت.
پس از آن توران میرهادی ادبیات کودکان را هنگامی از جنبه علمی و اجتماعی شناخت که در فرانسه بود. در این کشور و در چارچوب نظام آموزشی به نقش بدون جانشین ادبیات و هنر کودکان در رشد اجتماعی و فرهنگی کودکان پی برد و پس از آن هنگامی که به ایران برگشت، این تجربه‌ها را در قالب گفتگوهایی با دوست دوران نوجوانی خود لیلی ایمن در میان گذاشت. پس از آن از سال ۱۳۳۲ این دو در کنار آذر رهنما (که مجله سپیده فردا را منتشر می‌کرد) در سال ۱۳۳۵ نخستین نمایشگاه کتاب کودک را در دانشکده هنرهای زیبای دانشگاه تهران برگزار کردند. این نمایشگاه از آن جهت اهمیت دارد که موضوع کمبود کتاب کودک و کتابخانه‌های ویژه کودکان را به جامعه فرهنگی آن روزگار یادآوری کرد. پس از این کار بود که جنبشی در گسترش ادبیات کودکان راه افتاد که تا زمان پایه‌گذاری شورای کتاب کودک در سال ۱۳۴۱ به‌طور غیررسمی و پراکنده ادامه یافت.
راه اندازی شورای کتاب کودک در ایران به معنای رسمیت یافتن نهاد ادبیات کودکان در ایران است. از هنگام پایه‌گذاری این نهاد تاکنون که بیش از پنجاه از این رخداد می‌گذرد، توران میرهادی نقش برجسته‌ای را در هدایت و راهبری ادبیات کودکان ایران در عرصه ملی و بین‌المللی داشته‌است. تسلط او به زبان‌های آلمانی، فرانسه و انگلیسی او را فراتر از مرزهای ملی برده‌است و همواره از او چهره‌ای فرامرزی ساخته‌است. توران میرهادی در سال‌های۱۹۷۶، ۱۹۷۸، ۱۹۸۶ و ۱۹۸۸ میلادی در کنگره‌های بین‌المللی ادبیات کودکان و هیئت داوری جایزه هانس کریستیان آندرسن مشارکت داشته‌است.

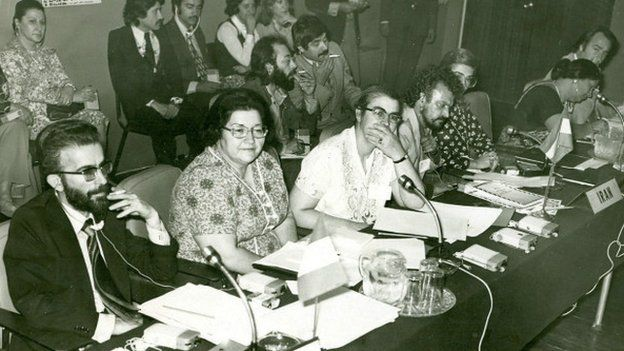
کنفرانس مجمع بین‌المللی کارشناسان «ادبیات کودکان در خدمت آشنایی و همکاری جهانی» در کانون پرورش فکری کودکان و نوجوانان در سال ۱۳۴۵ از چپ به راست: محمود کیانوش، لیلی ایمن، و توران میرهادی

ادبیات کودکان در گذشته یعنی همان افسانه هایی که برایشان تعریف می کردند. اسطوره ها و حماسه ها هم تجربه زندگی آنها را بیشتر می کرد تا اطرافشان را با دقت بیشتری نگاه کنند، بیشتر فکر کنند و سعی کنند با درک بیشتری از خودشان و اطرافشان زندگی کنند. ادبیات امروز هم همین طور. همان جوششی که در گذشته اثر ادبی را می آفرید، همان جوشش یک اثر ادبی برای کودک به وجود آورده است. ما آن قسمتی از ادبیات که با هدف نوشته می شود و هدفش این است که آموزشهایی را به بچه ها بدهد، در حوزه ادبیات نمی بینیم و به آنها می گوییم خواندنی های آموزشی.
فرض کنید من می خواهم به بچه ها بگویم که وقتی از خیابان رد می شوند، مراقب اتومبیل باشند، این موضوع را در قالب قصه ای به آنها می گویم و این ادبیات نیست. به آن می گوییم خواندنی های آموزشی. ادبیات همان جوشش درون است یعنی همان است که نویسنده نمی تواند ننویسد. یعنی این اثر در وجودش تا زمانی که آماده می شود تا روی کاغذ بیاید، زندگی می کند.
تعریف "ادبیات" کار دشواری است و هرگز اتفاق نظری درباره آن به وجود نیامده است. شاید یکی از جامع ترین تعریف ها این باشد که بگوییم مجموعه تظاهرات هنری هر قوم که در قالب کلام ریخته شده است. ادبیات هر قوم الزاما به تاروپود گذشته و حال آن قوم وابسته است و به همین سبب تا حد زیاد به فرهنگی که آفریننده آن است اختصاص دارد. یعنی منعکس کننده افکار، عقاید و مسائل قومی است که خالق آن است. از طرف دیگر ادبیات خود می تواند و باید نورافکنی باشد بر راه های آینده بشر.
ادبیات کودکان
ادبیات کودکان در اصل، با تعریفی که از ادبیات به معنای اعم شد تفاوتی ندارد. یعنی در کیفیت نه تنها ادبیات کودکان نباید چیزی از ادبیات بزرگسالان کمتر داشته باشد بلکه از آنجا که برای انسانی جوان و کم تجربه آفریده شده باید عالی تر و سازنده تر باشد. آنچه ادبیات کودکان را از ادبیات بزرگسالان متمایز می کند تفاوتی است که بین نیازها و امکانات کودکان و بزرگسالان وجود دارد. در عین حال به علت وجوه مشترکی که در نیازهای اولیه کودکان اقوام مختلف وجود دارد، اختصاصی و قومی بودن ادبیات کودکان تا حد زیادی تحت الشعاع نیازهای مشترک اطفال ملل قرار می گیرد.
به همین سبب است که وجوه مشترک بسیاری در قصه های اقوام مختلف دیده می شود. همانندی ادبیات کودکان در میان ملت های گوناگون، دو علت اصلی دارد:
نخست آنکه ارزش های اصیل انسانی میان مردم روی زمین کم و بیش یکسان است و به همین سبب شخصیت های خوب و بد داستان ها به هر زبان که توصیف شوند، میزان قابل توجهی به یکدیگر شبیه اند.
علت دوم گسترش ادبیات از طریق ارتباط بین ملت هاست. این ارتباط گاه به صورت لشکرکشی و گاه به صورت مراودات دوستانه یا از راه تجارت به وجود آمده است.
با اینکه پاره ای از کارشناسان و محققان ادبیات کودکان معتقد به علت نخست و گروهی پشتیبان نظر دوم هستند، اما در حقیقت این دو نظر با یکدیگر تضادی ندارند، زیرا ارتباط وقتی در گسترش ادبیات موثر است که پیام آورده شده برای ملت گیرنده قابل درک و پذیرش باشد و نیازهای عاطفی و عقلانی آنان را به نحوی برآورده سازد، وگرنه هیچ اثر ادبی به جبر و یا با دستور جایی برای خود میان مردم پیدا نکرده است.
به طور کلی ادبیات بر دو اصل استوار است:
اصالت موضوع یعنی بکر بودن مطلب یا لااقل داشتن دیدی تازه نسبت به موضوعی کهنه. بدین معنی که گرچه ادبیات از زندگی، این افسانه دیرین، الهام می گیرد اما اگر نتواند گوشه تاریکی از آن را بنمایاند یا نوری جدید بر آن بتاباند در واقع خود را نفی کرده است و دیگر ادبیات نیست.
تناسب قالب با محتوا. یعنی هماهنگی محتوا با سبک نگارش و موضوع مورد بحث.
این دو اصل در حقیقت در ادبیات خوب از یکدیگر قابل تفکیک نیستند و هرگاه اثری فاقد یکی از این دو اصل باشد در واقع اثر ادبی نیست.
در مورد ادبیات کودکان اصلی دیگر به اصول فوق اضافه می شود و آن این است که این ادبیات برای کودکان به وجود می آید. چون خوانندگان این آثار در سنین رشد فکری و عاطفی هستند، خالق اثر به خصوص وظیفه دارد با پیام خود به رشد همه جانبه شخصیت کودک و نوجوان کمک کند. یعنی در واقع تعهد نویسنده خاص کودکان نسبت به خوانندگانش به مراتب سنگین تر از نویسندگان ادبیات بزرگسالان است.
در اینجا لازم است توجه داشته باشیم که فرق دیگری نیز بین ادبیات کودکان و بزرگسالان وجود دارد و آن این است که برای کودکان و نوجوانان هرچه هنرمندانه نوشته و تنظیم شود، خواه افسانه باشد خواه شرح حال یا بیان مطلبی علمی، ادبیات خوانده می شود. به این ترتیب طبیعتا کتاب های درسی و مطالبی که آموزش مستقیم دارند در این گروه به شمار نخواهند آمد.
هدف ادبیات کودکان
اگر پذیرفته باشیم که ادبیات مخلوق اجتماع است، پس هدف های آن در واقع نمی تواند از هدف های مردمی که آن را می سازند جدا باشد. اما در عین حال از آنجا که ادبیات و به خصوص ادبیات کودکان باید آینده نگر و سازنده باشد، نقشی عمیق و موثر بر عهده دارد، که هدف های مختلف زیر را در بر می گیرد:
آماده کردن طفل برای شناختن، دوست داشتن و ساختن محیط. از طریق ادبیات است که کودکان و نوجوانان مسائل را می شناسند و راه های گوناگون رو به رو شدن با آن ها را می بینند و تجربه می کنند و در نتیجه این گسترش دید و تخیل، قدرت تفکر و سازندگی بیشتر به دست می آوردند.
شناساندن طفل به خویشتن، ایجاد احترام به اصالت انسانی و میل به اعتلای مداوم. خواندنی های کودکان و نوجوانان باید بتواند انواع نیازهای روانی آنان را بشکافد، بپروراند و تا حد امکان برآورد.
سرگرم کننده و لذت بخش بودن. بهترین افکار و قشنگ ترین موضوع ها اگر به نحو سرگرم کننده و لذت بخش به کودکان و نوجوانان ارائه نشود، هرگز تاثیر لازم را نخواهد داشت.
علاقمند کردن طفل به مطالعه و ایجاد عادت به آن.
اگر بخواهیم قسمت اخیر را خلاصه کنیم، می توانیم بگوییم ادبیات کودکان شامل کلیه مطالبی است که برای کودکان و نوجوانان تا حدود پانزده سال نوشته می شود و بدون آنکه قصد آموزش مستقیم داشته باشد، فکر، ذوق و عواطف آنان را پرورش می دهد و سرگرمشان می کند.

## هدایت و راهبری فرهنگنامه کودکان و نوجوانان
ایده فرهنگنامه کودکان و نوجوانان به دومین سمینار ملی ادبیات کودکان که در سال ۱۳۴۶ در باشگاه معلمان برگزار شد بازمی‌گردد. در این سمینار کسانی چون ایرج افشار، فریدون بدره‌ای، اسماعیل سعادت و توران میرهادی شرکت داشتند. همگی شرکت‌کنندگان در این سمینار، بر تدوین و تألیف فرهنگنامه‌ای بومی که نیازهای کودکان و نوجوانان ایرانی را برآورده سازد، تأکید کردند. توران میرهادی این ایده را همواره در ذهن داشت تا این که در سال ۱۳۵۸ حرکت اجرایی برای تألیف و تدوین این اثر ملی با کمک‌های مالی محسن خمارلو آغاز شد. از آن پس تا سال ۱۳۹۳ هدایت گروه تألیف و تدوین این اثر با توران میرهادی بوده است و در کنار خود کسانی مانند نوش‌آفرین انصاری، ایرج جهانشاهی، هوشنگ شریف‌زاده، محمود محمودی، اسماعیل سعادت، و ایران گرگین را داشته‌است.

## اندیشه‌های توران میرهادی
بزرگ‌ترین خطری که امروز آموزش و پرورش کشور ما را تهدید می‌کند، عامل اسارت‌بار رقابت است که همه‌گیر شده‌است و با وجود این عامل، نمی‌توانیم انسانهایی سازنده را به جامعه تقدیم کنیم. بیایید این رقابت را به همکاری، همیاری و مشارکت بدل کنیم تا فرزندان ما بتوانند به حداکثر توانایی‌های خود برسند و احساس آرامش بکنند. 
جمله‌ای ماندگار از توران میرهادی مسلک او را نشان میدهد:
اگر میخواهی مهاجرت کنی برو اما یادت باشد تنها مصرف کننده امکانات‌شان نباشی، باید عضوی از مملکت میزبانت باشی. 
میرهادی اعتقادی به ارث نداشت. آدمی باید خودش تلاش کند. او ریالی از ارث پدری را برای خود و خانواده‌اش خرج نکرد. 
او ارثی برای فرزندانش نگذاشت. فرزندان هم هیچ ادعایی نداشتند. 
اساساً این خانواده‌ها بسیار ساده زیست هستند. 
باغ ویلای ایشان برخلاف املاک بسیاری از ایرانیان فضایی بکر و ساده دارد که البته با نوع زندگی آنها همخوانی دارد. آنها اهل مهمانی و به اصطلاح بریز و بپاش نیستند و زندگی خود را به کسب علم و هنر گذرانده و وقف فرهنگ کرده‌اند.

## درگذشت
توران میرهادی در پی سکته مغزی در شهریور ۱۳۹۵ در بیمارستان بستری شد. وی در ۱۸ آبان ماه ۱۳۹۵ در سن ۸۹ سالگی، درگذشت.
مراسم خاک‌سپاری او صبح جمعه ۲۱ آبان ۱۳۹۵ با حضور جمع پرشماری از اهالی فرهنگ و هنر در باغ خانه هنرمندان ایران برگزار شد. سپس پیکر او به امامزاده عبدالله (شهرری) منتقل شد تا در کنار پسرش، که سال‌ها پیش در جریان سیل جان خود را از دست داد به خاک سپرده شود.
توران میرهادی، هفت آرزو، هفت وصیت خود را اینگونه بیان می کند:
یک: تبدیل کار تربیتی به عشق، به فضای محبت و احترام. فضایی که کودکان با عشق بزرگ شوند، رشد کنند، توانایی های شان شکوفا شود و بیش از هر چیز احساس امنیت کنند.
دو: برداشتن رقابت به هر شکل از محیط تربیتی. رقابت ویرانگر است. معنا و مفهوم هر کار را دگرگون و تخریب می کند. برتر، بهتر، ترها و ترین ها وجود خارجی ندارند. فریب رقابت را نباید خورد. 
سه: جایگزین کردن مشارکت در همه ی کارها و در همه ی سطوح. در خانواده، در مهد کودک، در جامعه ی کوچک، در جامعه ی بزرگ. لذت کار دسته جمعی سازنده است، توان و اعتماد، دوستی و محبت به وجود می آورد.
چهار: پرهیز از هرگونه داوری درباره ی کودکان در حال رشد. ضعف و پیشرفت، خوب و متوسط برای کودکان مفهومی ندارد، برای آن ها پرونده نسازیم. در تعامل مداوم، امکانات رشد را فراهم کنیم.
پنج: پرهیز از دام های تکنولوژی و تبلیغات. فناوری، تجارتی سودآور شده است و دامی تازه برای مصرف گرایی از راه تبلیغات است. گاه احساس آقایی تکنولوژی بر انسان را داریم. انسانی که هوش، ذکاوت، اندیشه و توانایی های خود را در اختیار هدف های مجازی می گذارد. 
شش: پرهیز از گذاشتن بار سنگین بر دوش کودکان. کار ما ایجاد فرصت ها و آزاد گذاشتن کودکان است. پیش افتادن و عقب ماندنی مطرح نیست. آموزش زبان و فناوری های الکترونیکی دیر نمی شود. یاد گرفتن چند عبارت یا زدن چند دکمه، آموزش نیست، نوعی فشار بیهوده و گاه بسیار گمراه کننده است.
هفت: رفتن به سوی طبیعت و باز هم طبیعت. طبیعت با انسان صادق است. هر لحظه آن اکتشافی است نو. در طبیعت با دنیای خلقت، تنوع بی پایان و شگفتی های باور نکردنی آن روبه رو هستیم. شناختن طبیعت و حفظ آن، شوق انگیز، بلکه لازم و حیاتی است.

## بزرگداشت و یادبود
- در سال ۱۳۹۶ و در تالار وحدت تهران، به یادبود او اجرایی با نام «ادای دین به توران خانم» بر صحنه رفت که پردیس خسروی کارگردانی و طراحی حرکت آن را بر عهده داشت[۲۶]

- در سال ۱۳۹۷ مستندی به نام "توران خانم" در شرح زندگی توران میرهادی تولید و پخش شده است.[۲۷]

- در سال ۱۴۰۰ با تصویب شورای شهر، خیابانی در شهر تهران به نام "استاد توران میرهادی" نامگذاری شد.[۲۸]